# ダイハツ・コペン
コペン（Copen、COPEN）は、ダイハツ工業が製造・販売する軽自動車規格のオープンカー型スポーツカーである。

## 概要
ダイハツとしては1993年に生産中止となったリーザスパイダー以来のオープンカーであり、軽市販車では初となる電動油圧ポンプの開閉式ルーフのアクティブトップ仕様をもつ。
ダイハツの車両型式の表し方は原則末尾がS（セダン）かV（バン）であるが、本車はオープンカーのみに付けられる「K」となっている。2019年10月現在、ダイハツの現行販売車種においてMTを選択できる唯一の乗用車となっている。
なお、本車はトヨタ自動車（親会社）には2019年10月に発売された「GR SPORT」のみ「コペン」の車名のままでOEM供給（後述）されているが、SUBARU（旧・富士重工業）にはOEM供給されていない。

## 初代 L880K型（2002年-2012年）
47kW（64馬力）を発生する直列4気筒DOHCツインスクロールターボJB-DETエンジンを搭載する。トランスミッションにはスーパー5速MTおよびスーパーアクティブシフト付電子制御式4速ATから選択することができる。登場当時は同一グレード同士で比較した場合MT車とAT車の価格が同一であり、AT車が割高な当時としては珍しかった。
製造は同社の「ミゼットII」同様、ダイハツ本社（池田）工場第2地区 「エキスパートセンター」が担当し、「D'sus」（ダイハツ社内の技能認定制度）2級以上を取得した熟練技能者の手作業による最終調整が施されている。
ボディカラーの接頭にある「DC-」とはDouble Clear塗装の略で、クリア塗装を2回繰り返す5層コートを採用することによって、より深みのある艶やかな輝きを実現している。なお、2010年（平成22年）7月まで販売されていたホワイトは4層コートである。
ダイハツのCMの最初の「Innovation for Tomorrow」（2007年2月まで「ワンダフルスモール・ダイハツ!」）という部分でロゴを横切っているのはこの車であった。

### 年表
- 1999年（平成11年） - 東京モーターショーに「KOPEN」として参考出展された[2]。

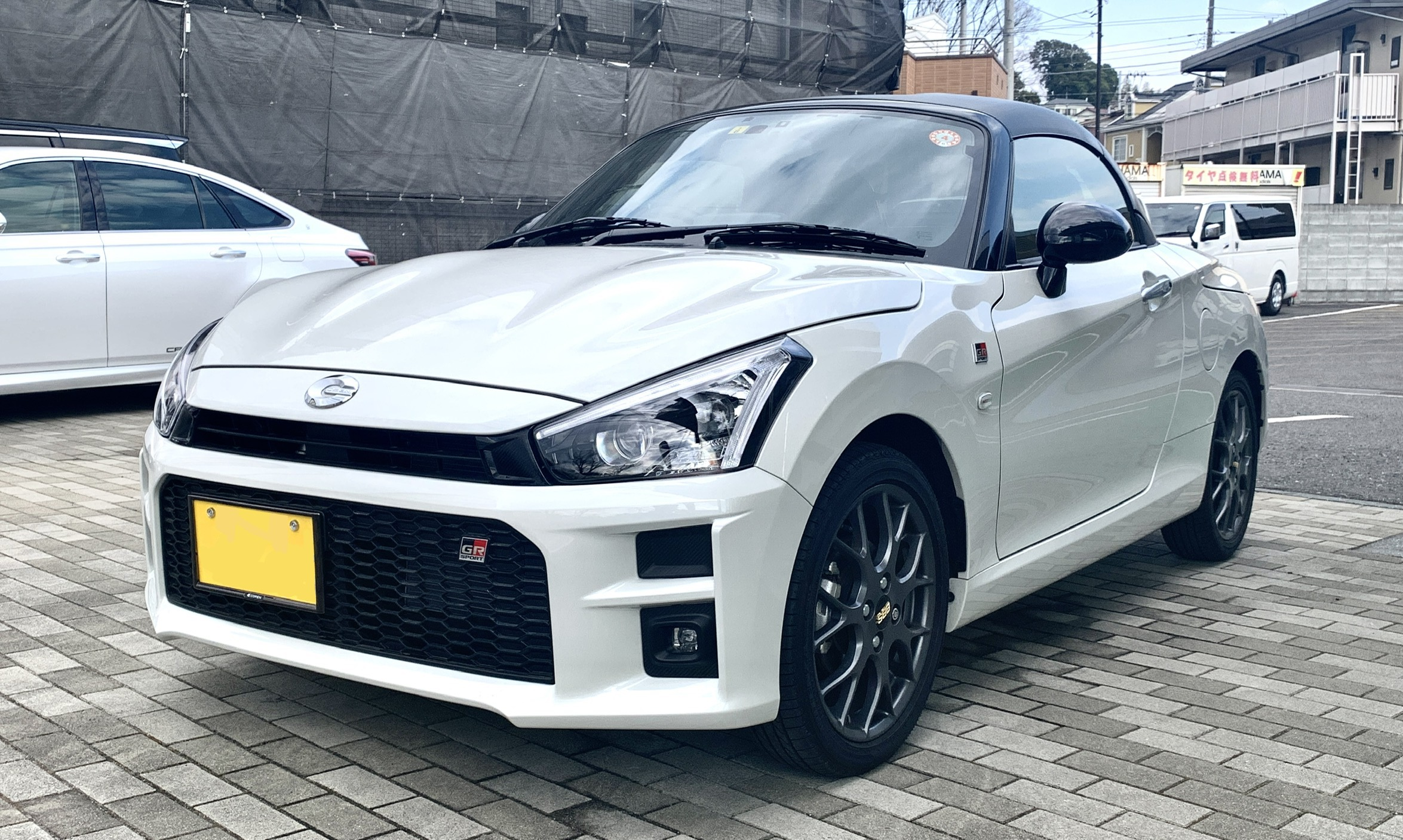
2001年 - モーターショーに市販化を目前として出展された[3]。なお、市販車と一部異なり、サイドにもCopenエンブレムがあり、エアディフレクターがスモークで「Copen」の刻印がされ、オープニングカバーも電動だった。
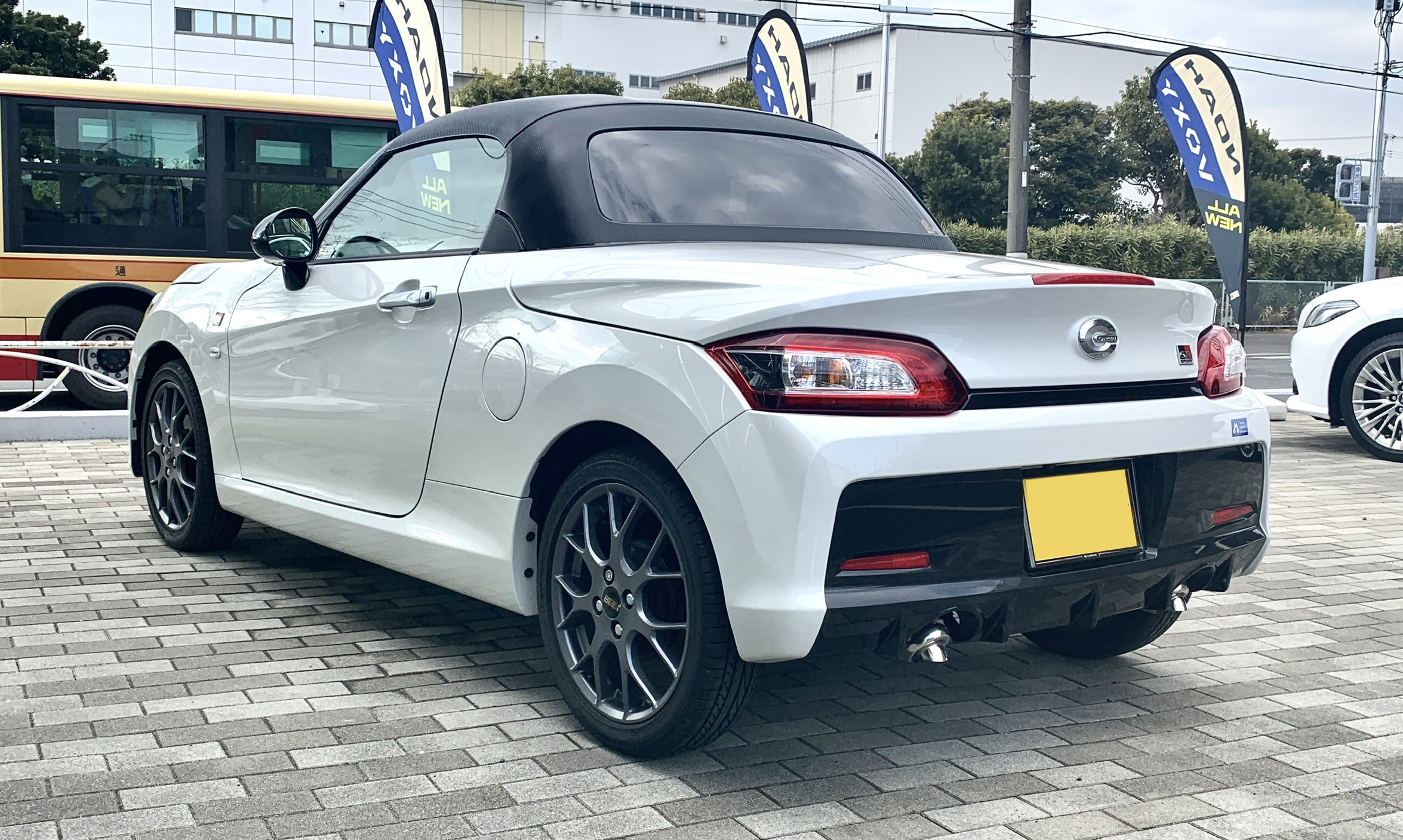
2002年
  - 6月19日 - 発売。標準仕様は「アクティブトップ」および「ディタッチャブルトップ」。ただしディタッチャブルトップは当初受注のみ行なった。型式はLA-L880K[4]。
  - 9月 - ディタッチャブルトップ発売。
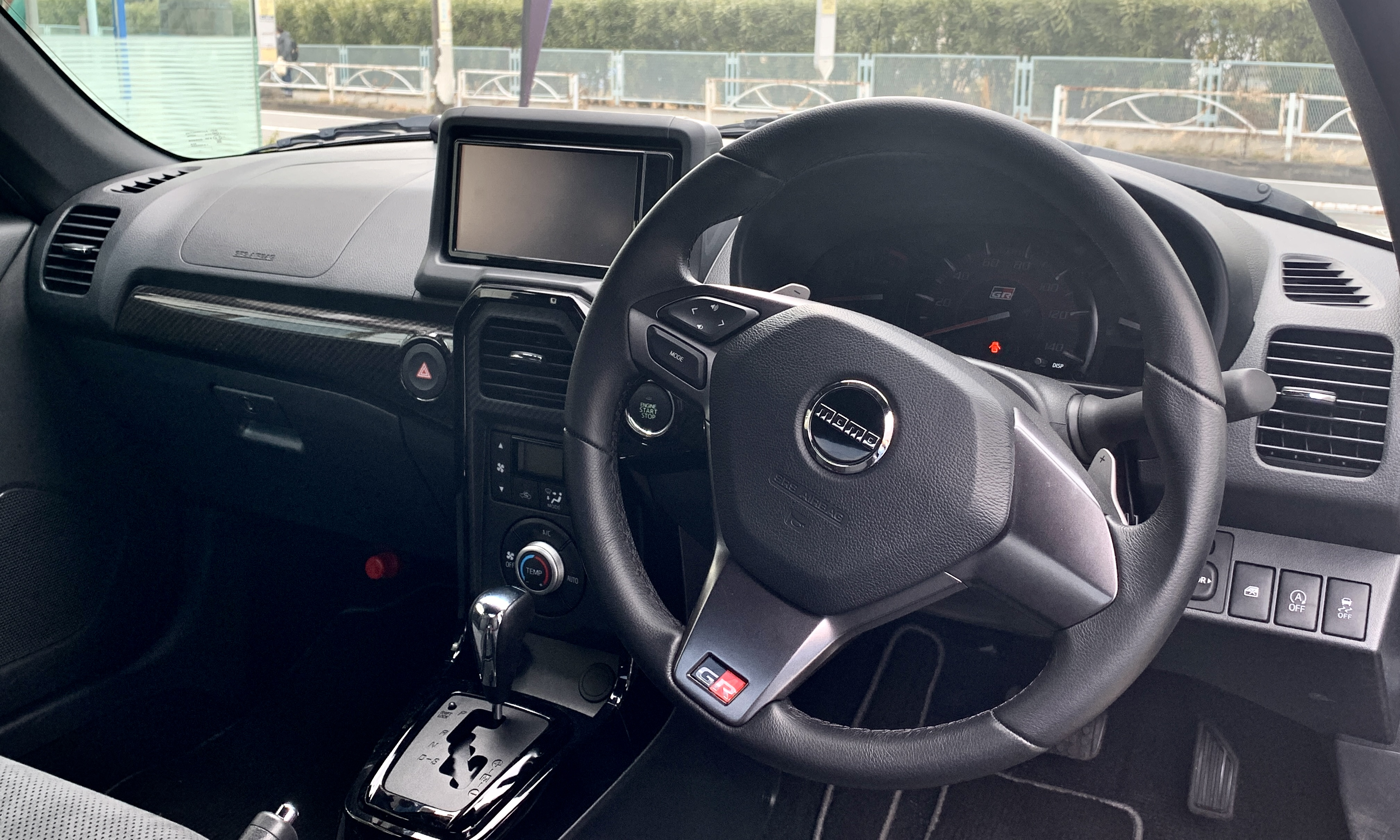
2003年
  - 7月23日 - 特別仕様車「ファーストアニバーサリーエディション」を発売[5]。同時にオプション設定として、シートヒーターとカラーオーダーシート（黄/黒・赤/黒）を追加。
  - 12月 - ボディカラーのDC-ブラックマイカは廃止された。
- 2004年
  - 5月 - 排ガス規制の変更に対応し、型式がABA-L880Kに変更された。
  - 6月2日 - 特別仕様車「セカンドアニバーサリーエディション」を発売[6]。また、従来の「ファーストアニバーサリーエディション」は「タンレザーエディション」と名称を変更して継続される。同時にボディカラーとして、DC-スチールグレーメタリック、DC-シャンパンメタリックオパールを追加した。
- 2006年6月14日 - 特別仕様車「アルティメットエディション」を発売[7]。これに伴って「セカンドアニバーサリーエディション」は廃止され、レカロシート（レッド・ブルー・グレー）はオプションとして継続販売。同時にオプションのカラーオーダーシートは廃止。
- 2007年
  - 3月 - メーカーオプション「スポーツパック」の廃止。
  - 9月10日 - 特別仕様車「アルティメットエディションIIメモリアル」を発売[8]。伴って、ボディカラーとしてDC-ダークレッドマイカが追加、DC-シャンパンメタリックオパールが廃止された。同時に、ディタッチャブルトップが生産終了。他、オプションに細かな変更がされた。
- 2008年
  - 1月 - 特別仕様車「アルティメットエディションII」を発売。前年に発売した「アルティメットエディションIIメモリアル」からシリアルプレートを廃止し、名称を変更したもの。
  - 12月17日 - 商品強化のため一部装備が変更[9]。従来メーカーオプションだったオープニングカバーが標準装備になり、リヤフェンダーのデザインの一つでもあったアンテナがフィルムアンテナに変更された。それに伴い、標準価格も変更。
- 2009年9月1日 - 特別仕様車「アルティメットレザーエディション」を発売[10]。ボディカラーとしてDC-ブラックマイカメタリックが追加、DC-スチールグレーメタリックが廃止され、ホワイトはカラー番号の変更が行われた。同時に、レザーパッケージ、「タンレザーエディション」が生産終了。
- 2010年8月2日 - 一部改良、および特別仕様車「アルティメットエディションS」を発売[11]。メーカーオプションであったGパックなどを廃止し、リミテッド・スリップ・デフ（LSD）（MTのみ）、プロジェクター式ディスチャージヘッドランプ、イモビライザーシステム、シートヒーターを標準装備化し、車両本体価格を改訂。これにより、同一グレード同士で比較した場合、MT車の車両本体価格がAT車のそれよりも高額になった。ボディカラーのDC-ジョーヌイエロー、DC-ダークブルーマイカメタリック、ホワイトを廃止。同時に、「アルティメットエディションII」「アルティメットレザーエディション」が生産終了。
- 2012年
  - 4月2日 - 生産終了を発表し、特別仕様車「10thアニバーサリーエディション」を発売[12]。
  - 8月 - 生産を終了[13]、9月[1]に完全に販売終了。日本国内での販売期間はおよそ10年3か月、輸出仕様車・1.3L車を含む総生産台数は6万6,444台で、うち国内は5万8391台[補足 6][14]。これに伴い、4気筒エンジンを搭載した軽自動車は全て生産終了となった[補足 7]。

### スタイル・グレード

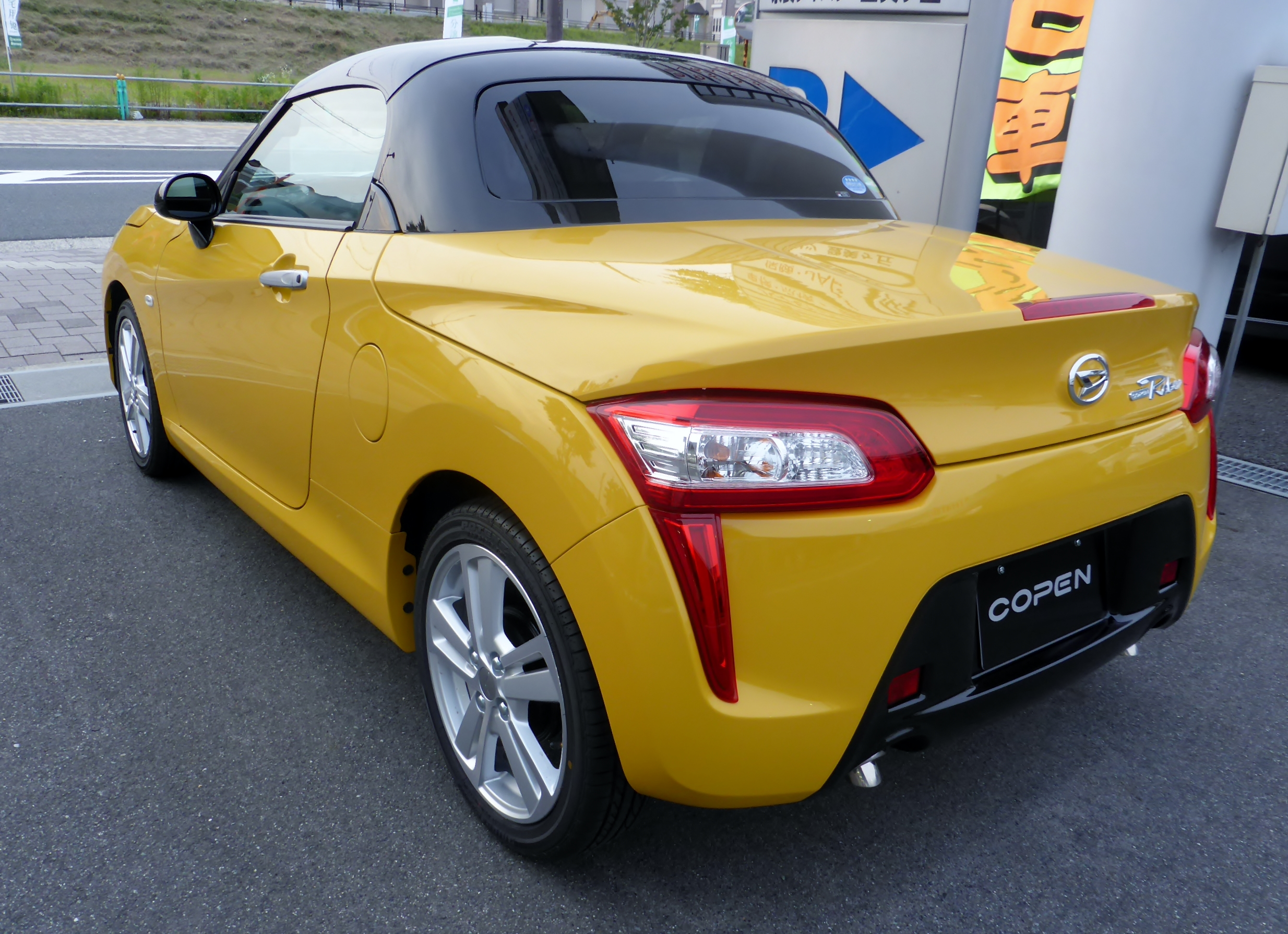
ローブ リア

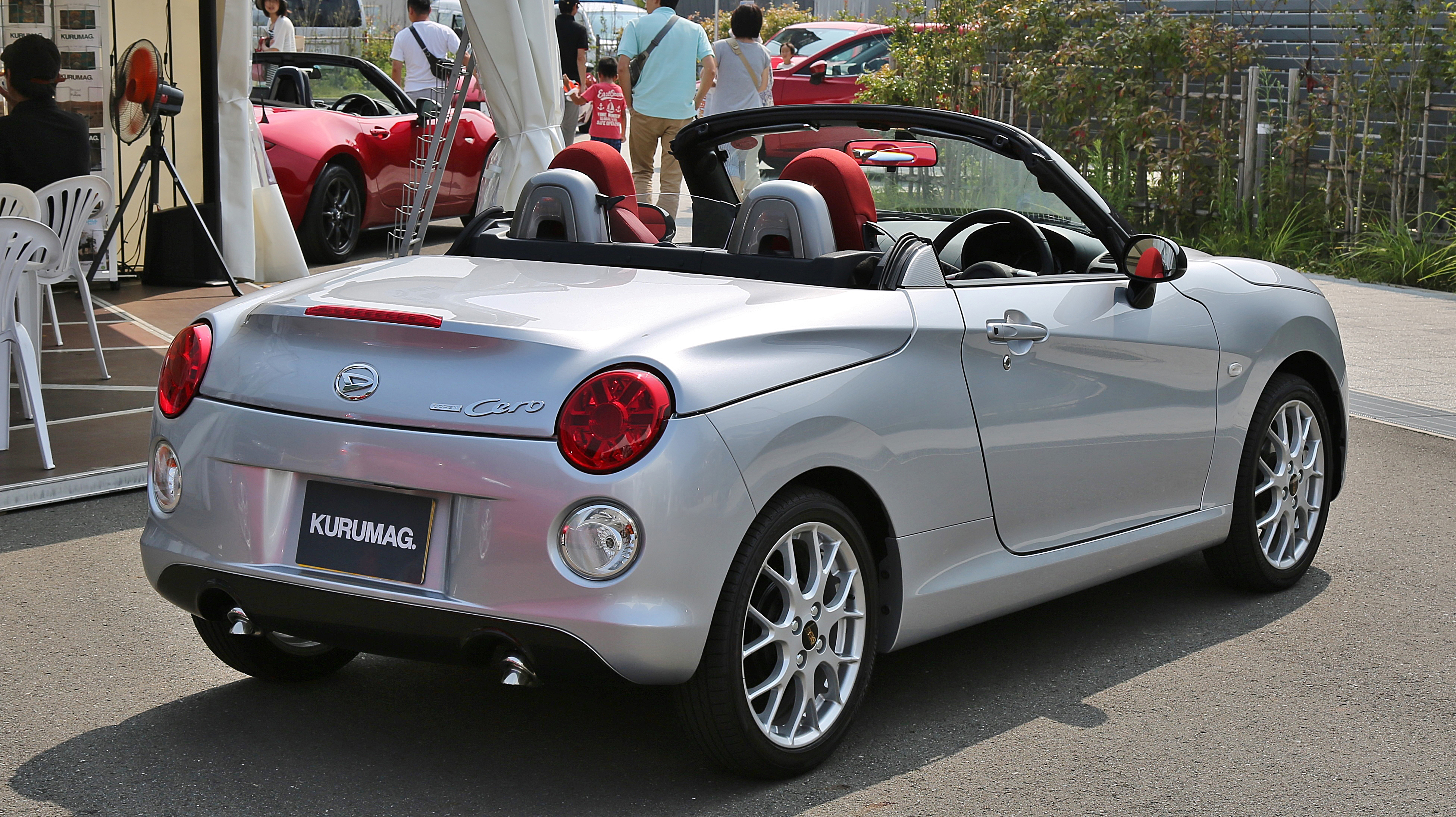
セロ リア

アクティブトップ（2002年6月-2012年8月）
発売当初からの標準仕様であり、電動油圧ポンプによる開閉式ルーフのアクティブトップ（クーペカブリオレ）仕様。
システムは、独・ベバスト（Webasto）社と伊・ピニンファリーナ社が共同で設立したOASys（Open Air System）社の手によるものである。開閉所要時間は約20秒。開放時、ルーフは後部のトランク部分に収納される。サイドブレーキセンサーと車速センサーを用いた安全装置があり、走行中の開閉はできない。
ディタッチャブルトップ（2002年9月-2007年8月）
発売当初の標準仕様であり、脱着が可能な樹脂ルーフを採用しアクティブトップ仕様に比べ約30kg軽量化した仕様。
スポーツパックとリヤスポイラーが標準装備され、ロールバーがメーカーオプション扱い。
アクティブトップはルーフがボディ同色になるが、デタッチャブルトップは一部のボディカラーを除き、ルーフがブラック。
窓は片側1枚で分割しない（アクティブトップの窓は三角窓の部分に分割）。
レザーパッケージ（2007年9月-2009年8月）
発売当初からのメーカーオプション「レザーパック」を格上げしたグレード。
アクティブトップをベースに本皮製スポーツシート（赤レザー）、専用ドアトリム、MOMO製本革ステアリングホイールを特別装備。
特別仕様車「ファーストアニバーサリーエディション」（2003年7月23日-2004年5月）
アクティブトップをベースに本皮製スポーツシート（タン）、専用ドアトリム、オプションであるMOMO製ウッド&レザーステアリングホイールを特別装備。
特別仕様車「タンレザーエディション」（2004年6月-2009年8月）
発売1周年を記念し、発売された特別仕様車。2004年6月より「タンレザーエディション」として継続販売した。
特別仕様車「セカンドアニバーサリーエディション」（2004年6月-2006年5月）
発売2周年を記念し、発売された特別仕様車。
アクティブトップをベースにレカロシート（赤/黒）、専用ドアトリム、モモ製本革ステアリングホイール（赤/黒）に加え、メーカーオプションであったGパックの一部のプロジェクター式ディスチャージヘッドランプを特別装備。

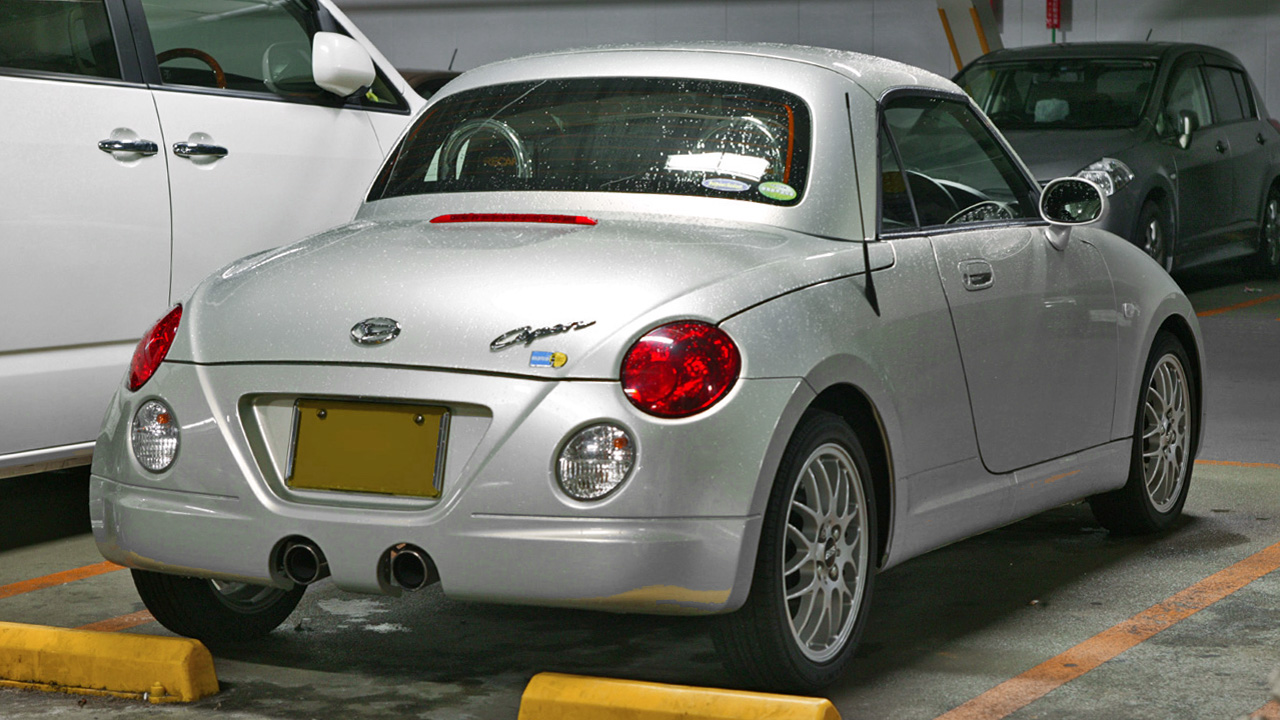
アルティメットエディション

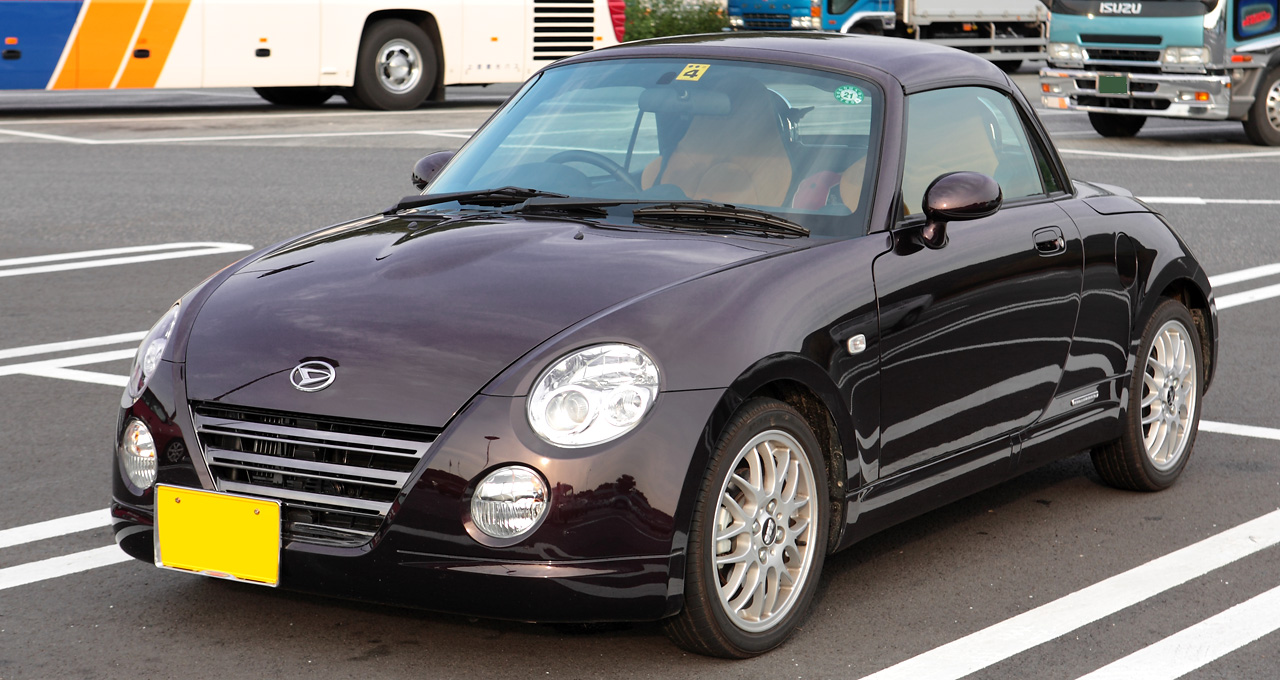
アルティメットエディション2

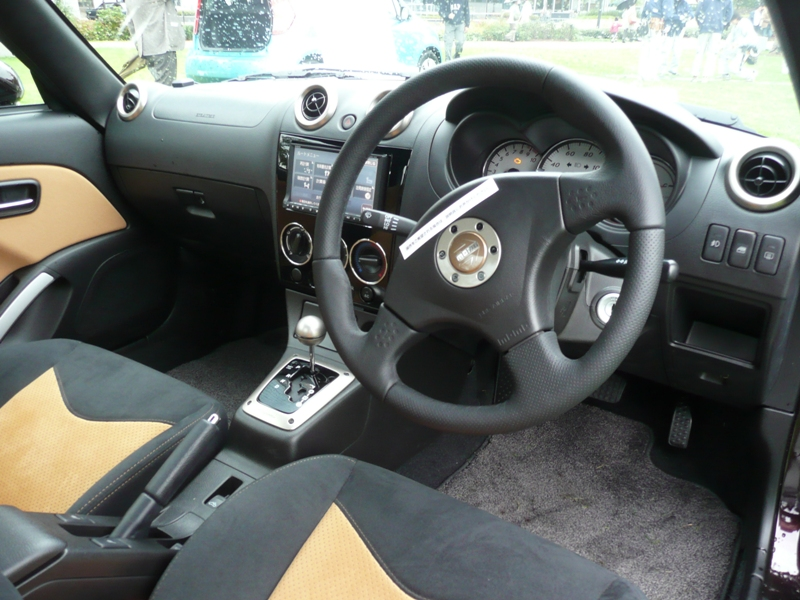
アルティメットエディション2内装

特別仕様車「アルティメットエディション」（2006年6月-2007年8月）
アクティブトップをベースに、アルカンターラレカロシート（オレンジ/黒）、専用ドアトリム、モモ製本革ステアリングホイール（オレンジ）、さらにビルシュタイン製ショックアブソーバー、BBSの15インチ鋳造アルミホイール（シルバー）、メーカーオプションであったスポーツパックの一部であったリヤパフォーマンスブレースを特別装備。

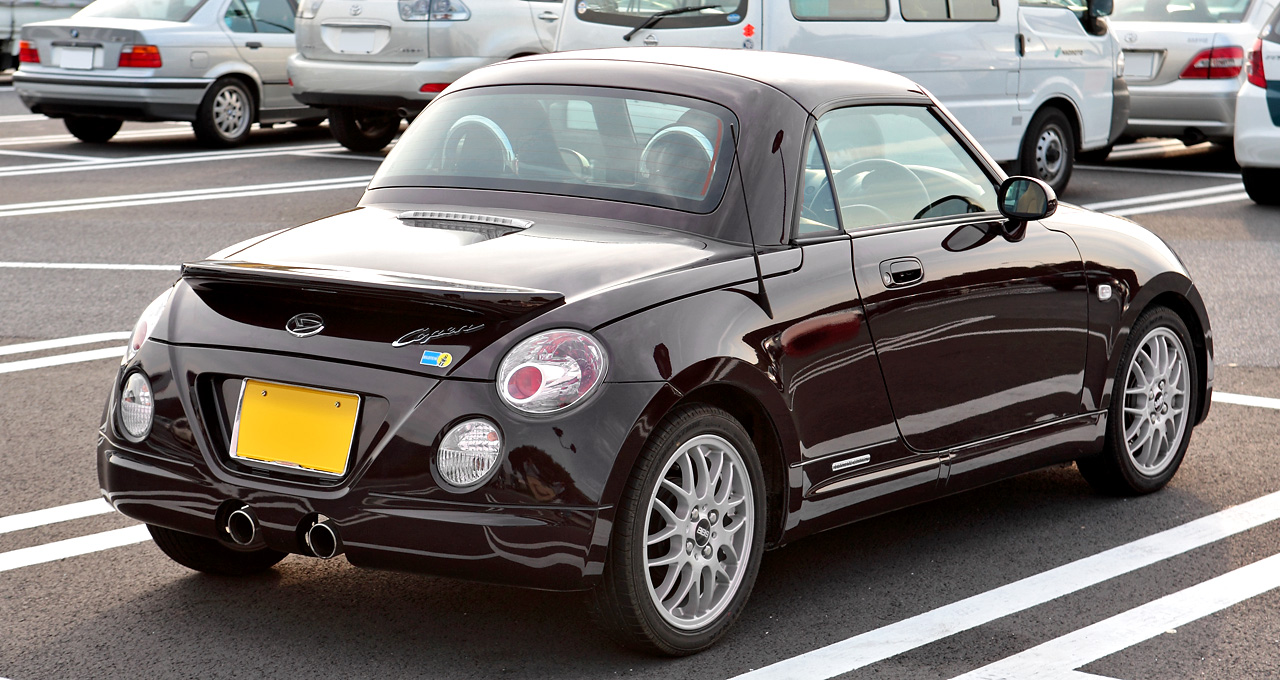
アルティメットエディションIIメモリアル

ダイハツ100周年記念特別仕様車「アルティメットエディションIIメモリアル」（2007年9月-12月）
ダイハツ100周年を記念し、発売された特別仕様車。「アルティメットエディション」からにアルカンターラレカロシートおよびMOMO製本革ステアリングホイール、専用ドアトリムにキャメルが加わり色の選択が可能となった。ブラックメッキフロントグリル、クリアクリスタル リアコンビランプなどを特別装備として追加。
特別仕様車「アルティメットエディションII」（2008年1月-2010年7月）
「アルティメットエディションIIメモリアル」から、シリアルプレートを省き継続販売したもの。
特別仕様車「アルティメットレザーエディション」（2009年9月-2010年7月）
アルティメットエディションIIをベースに本革製スポーツシート（ブラック/アイボリー）、BBS製15インチアルミホイール（ガンメタ）、モモ製ステアリングホイール（ブラックシート選択時は本革、アイボリーシート選択時はウッド&レザー）などを特別装備。
特別仕様車「アルティメットエディションS」（2010年8月-2012年8月）
アクティブトップをベースに、アルカンターラレカロシート（キャメル）と本革製スポーツシート（ブラック）のシート選択、モモ製本革ステアリングホイールとMOMO製ウッド&レザーステアリングのステアリングホイール選択、さらにビルシュタイン製ショックアブソーバー、BBSの15インチ鋳造アルミホイール（ガンメタ）、ブラックメッキフロントグリル、クリアクリスタル リアコンビランプなどを特別装備。
特別仕様車「10thアニバーサリーエディション」（2012年4月-2012年8月）
アクティトップをベースに、10thアニバーサリーロゴとシリアルナンバー付のアルミスカッフプレートカバーや「アルティメットエディションS」に装備されているブラックメッキフロントグリルや本革製スポーツシート（ブラック<レッドステッチ>）、さらに、BBS製15インチアルミホイール（シルバー）、メッキインナードアハンドル、メッキパーキングブレーキレバーボタンを特別装備。

### 派生コンセプトカー
2005年、東京モーターショーなどにコンセプトカーとしてボディを拡大し、1.5Lエンジンを搭載した「コペンZ」が出展された。また、2007年に「OFC-1」、2011年に「D-X」、2012年に「D-R」がコペンと同様の軽規格でオープンカーとしてモーターショー等にて出展された。

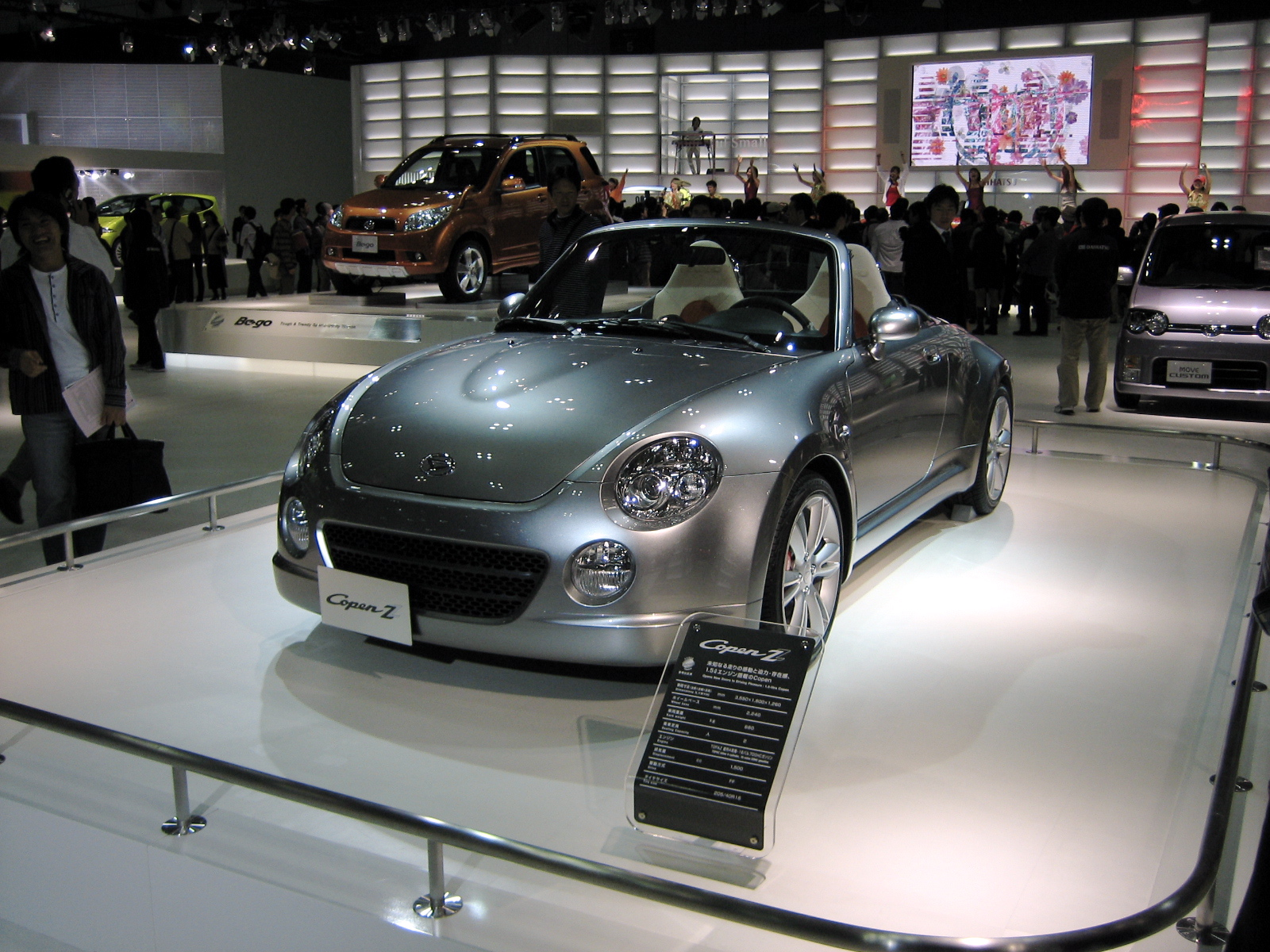
Copen Z
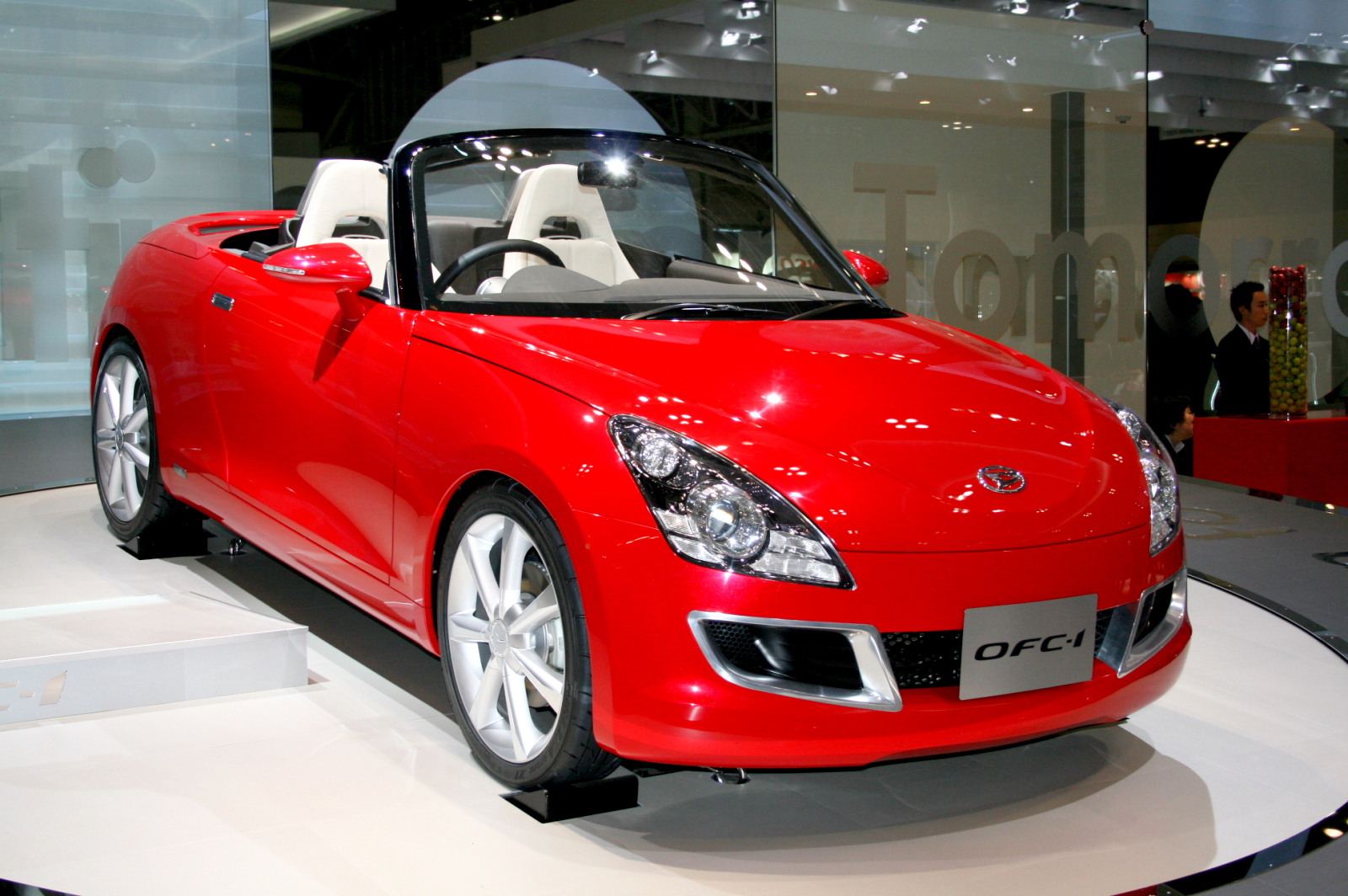
OFC-1、フロント（第40回東京モーターショー）
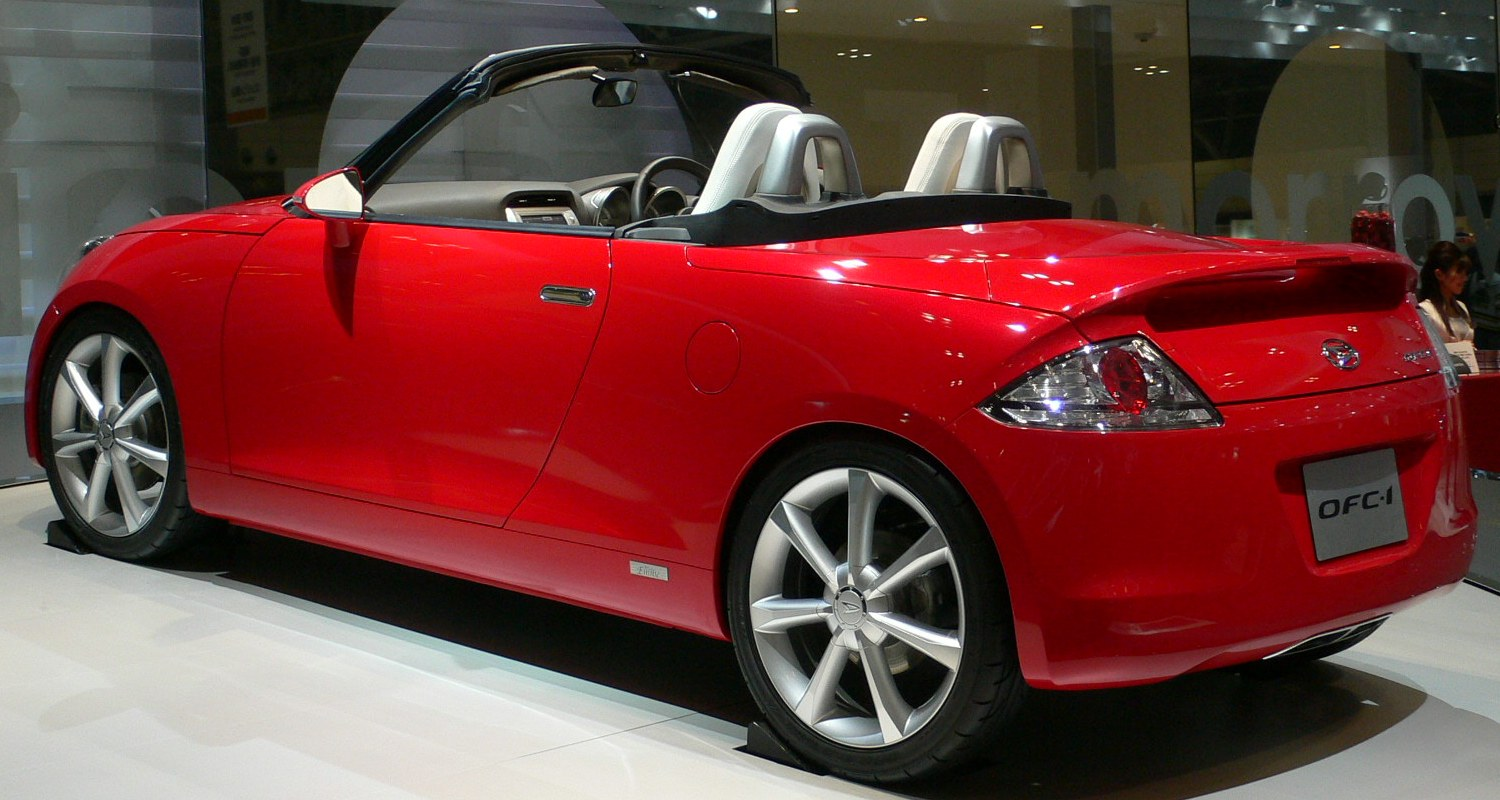
OFC-1、リア（第40回東京モーターショー）
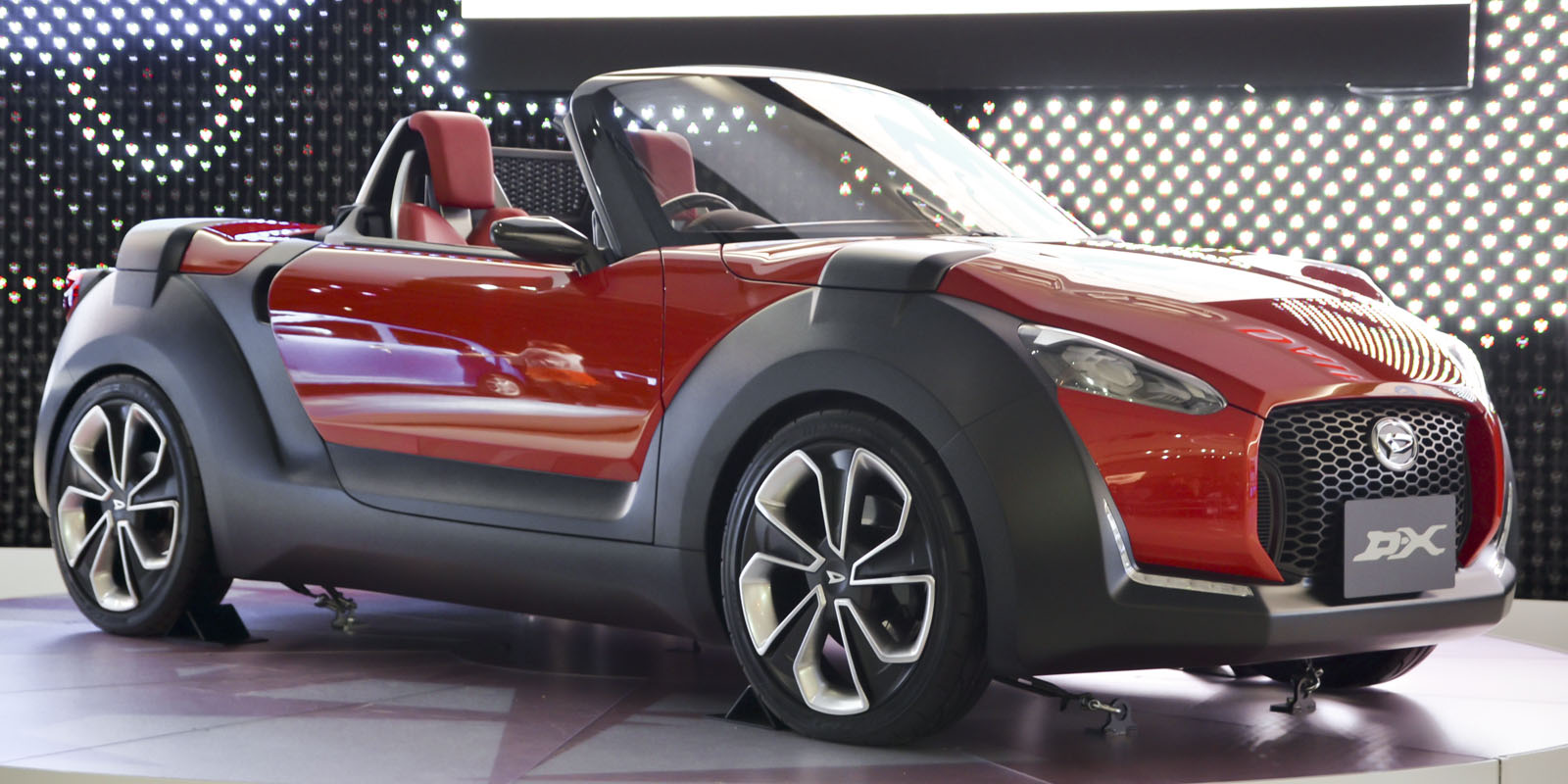
D-X（第42回東京モーターショー）
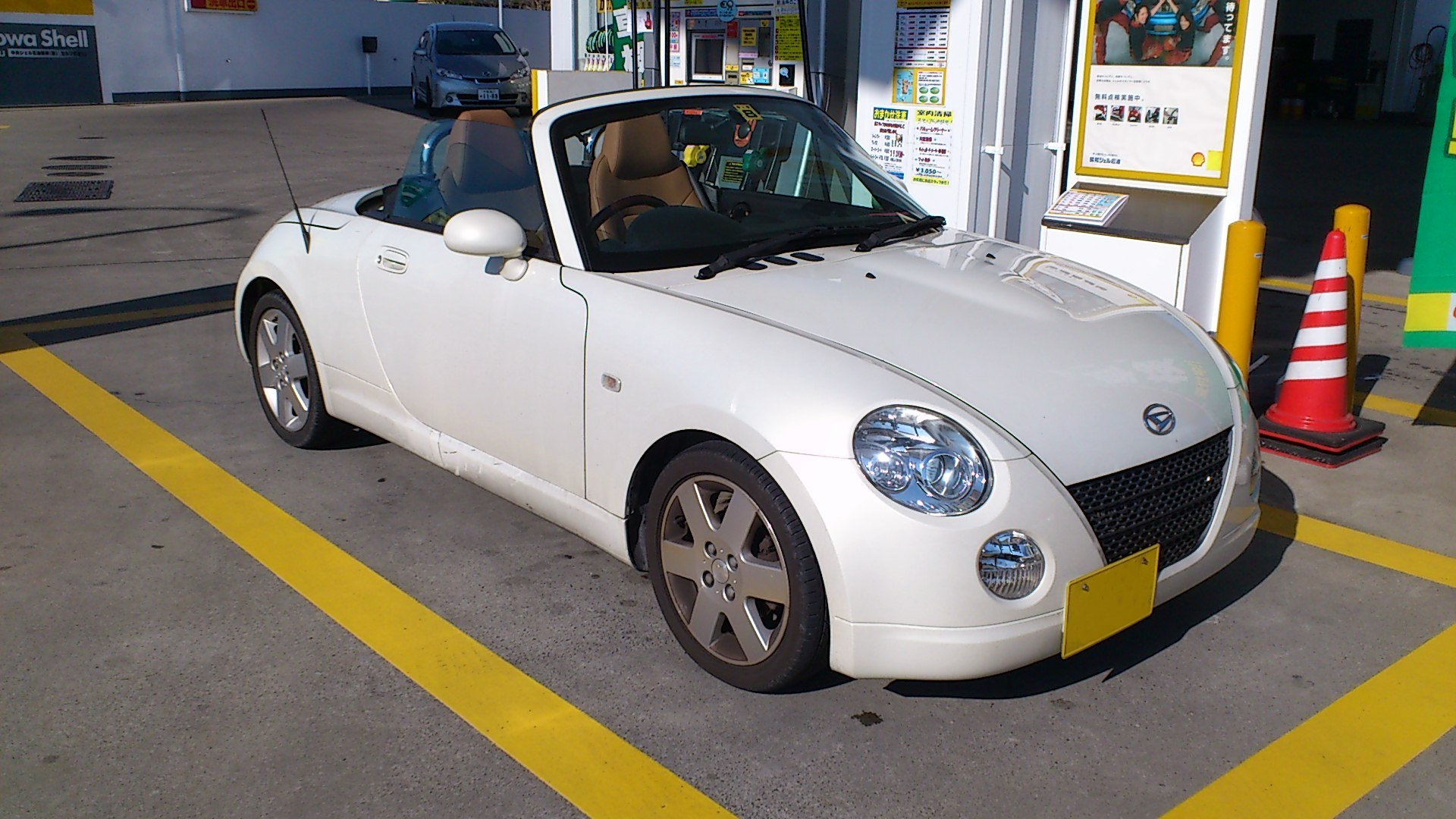
初代ルーフオープン時[補足 10]

### 輸出仕様
2003年7月よりイギリスやオーストラリアなどへ輸出を開始した（660cc、アクティブトップのみ）。
なお、日本車としては異例なことだが、右ハンドル仕様のみであるにもかかわらず、同時期にドイツ向けの輸出もなされていた。ダイハツ･コペンのドイツ公式サイトでは「Lenkung: Rechtslenker（ハンドル位置：右）」、という注意書きがなされていた。その後、2005年10月よりNA、1.3L、左ハンドル仕様が用意され輸出を開始した。2007年からは同右ハンドル仕様も輸出を開始したが、日本での1.3L普通車仕様の販売は行われなかった。
輸出仕様の1.3Lエンジンはブーンなどに使用されているものと（表記方法の違いによる出力差はあるものの）基本的には同一のK3-VE型である。
輸出仕様の1.3Lエンジン搭載モデルの一部には16インチ（国内モデルは15インチのみ）DAIHATSU純正アルミホイールを履いたモデルもあった（タイヤサイズは195/40 R16）。

## 2代目 LA400K型（2014年-）
フルモデルチェンジされた2代目は、先代の製造終了から1年10か月を経てショーにて発表され、その後発売された。新たな骨格構造「D-Frame」と、脱着構造「Dress-Formation」が、主な特徴である。
骨格構造「D-Frame」
フロント・サイド・リア・フロアを切れ目なくつないだ構造としたことで曲げ剛性やねじれ剛性を高め、高い走行性能とルーフオープン時の剛性確保を行った。また、骨格だけで強度を担保する構造となったことでドアを除くボディ外板の一部を樹脂製にすることが可能となった。車両後端をダックテール形状にすることで高速走行時の揚力を大幅に低減し、走行安定性を高める優れた空力性能を実現した。
脱着構造「Dress-Formation」
D-Frameによりボディ外板の一部を樹脂化し着脱が可能な構造となり、購入後でもユーザーの好きなタイミングで、ボンネットフード、トランクフード、バンパー（フロント/リア）、フェンダー（フロント/リア、左右各1個ずつ）、ロッカー（左右各1個ずつ）、フューエルリッドの樹脂外板11パーツとヘッドランプ・リアコンビランプを着せ替えできるようになった。外装パーツの着脱は販売店で行われる。また、外装を外した状態で公道を走行することはできない。
2015年10月には、交換用「DRESSパーツ」の発売を開始。「ローブ」から「セロ」に交換できる「フルセット」に加え、フロントパーツ（ヘッドランプ・フード・フロントバンパー・フロントフェンダー）のみを交換する「フロントセット」、リアパーツ（リアコンビランプ・トランクフード・リアバンパー・リアフェンダー）のみを交換する「リアセット」の3種類を設定するほか、D-SPORTからは東京オートサロンに出展したストリート仕様を市販向けにリファインした「エクスプレイ」用のDRESSパーツを発売した。
外装は「ローブ」「エクスプレイ」「セロ」「GR SPORT」で全く異なるパーツを使用している。初代と異なり、ドアミラー・ルーフ・バックパネルはブラック（ブラックマイカメタリック〈X07〉ボディと同色）塗装、ドアアウターハンドルはシルバー（ブライトシルバーメタリック〈S28〉ボディと同色）塗装、Aピラーとフロントガラス上端のボディはエンジンルーム等と同様にソリッドのブラック塗装で統一されてある。ボディカラーは「ローブ」「エクスプレイ」「GR SPORT」がそれぞれに8色、「セロ」が9色の設定となっている。2019年10月現在、「エクスプレイ」専用色として「オフビートカーキメタリック」、「ローブ／セロ／GR SPORT」専用色として「リキッドシルバーメタリック」、「セロ」専用色として「ブリティッシュグリーンマイカ」が設定されており、残りの7色は「ローブ」「エクスプレイ」「セロ」「GR SPORT」共通カラーとなっている。

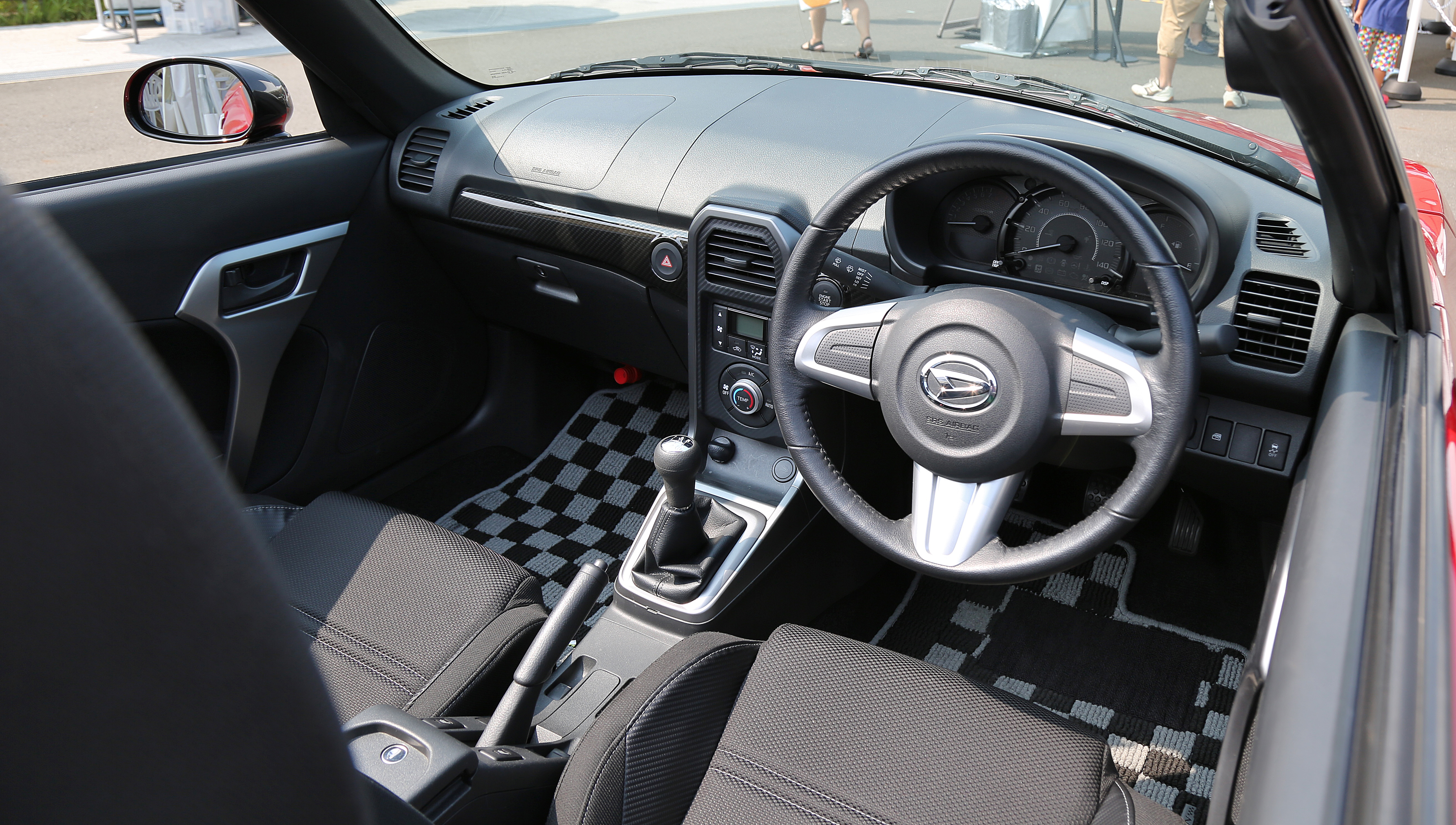
インテリア（ローブ・MT・ブラックインテリアパック）

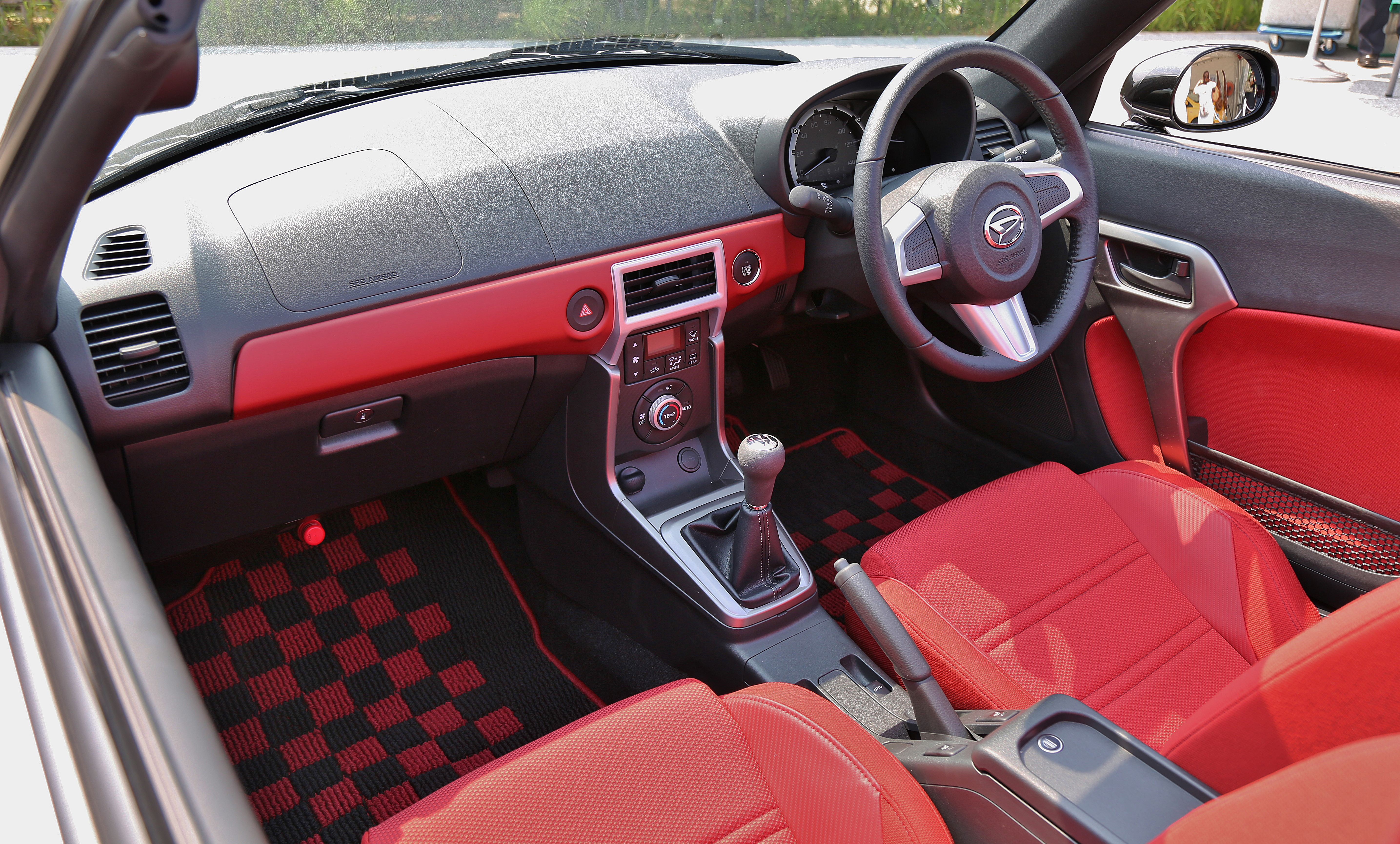
インテリア（セロ・MT・レッドインテリアパック）

内装は、全車インパネ・トリム基調色を全車ブラックに統一され、「GR SPORT」を除く各グレードはそれぞれの色を基調とした「ベージュインテリアパック」「ブラックインテリアパック」「レッドインテリアパック」を無償のメーカーオプションとして選択することができる。
メーターは、全車自発光式3眼メーターを採用するが、「ローブ」はブラックリングとシルバーヘアライン加飾を、「エクスプレイ」はシルバーリングとレッドグラフィック盤面を、「セロ」はシルバーリングとブラック盤面をそれぞれ採用。インパネガーニッシュもスタイル・グレードで異なり、「ローブ」はセンタークラスターと同じカーボン調を、「エクスプレイ」と「セロ」はシルバーをそれぞれ採用し、「セロ」はインパネガーニッシュの範囲を運転席まで広げている。
また、エアコン吹き出し口の上にインパネオーディオクラスターがあり、それをステアリングスイッチとともに取り外すことのできる「純正ナビ・オーディオ装着用パックレス」をメーカーオプションとしている。
エンジンは初代のJB-DET型から、DVVTを採用したKF-VET型に変更となり、最大トルクがスペックダウンされたが、低排出ガス性能を高めたため「平成17年基準排出ガス75%低減レベル（☆☆☆☆）」認定を取得。トランスミッションは7速スーパーアクティブシフト付CVTと5MTとなる。また、CVT車にはアイドリングストップシステム「eco IDLE（エコアイドル）」も装備されており、CVT車は「平成27年度燃費基準+20%」を、MT車も「平成27年度燃費基準」を達成している。安全面に関しては2018年6月現在、新車で購入可能なダイハツの軽自動車としては唯一、スマートアシストの設定がないものの、VSC&TRC、ブレーキオーバーライドシステム（アクセルペダルとブレーキペダルが同時に踏まれた場合にブレーキ作動を優先する機能）、エマージェンシーストップシグナル（60km/h以上で走行中に強くブレーキを踏むとブレーキランプの点灯と同時にハザードランプを高速点滅して後続車に注意を促す機能）などが装備される。

### 年表
- 2013年11月22日 - 第43回東京モーターショーに「KOPEN」を参考出品車として出展された。その際、デザインコンセプトの異なる「KOPEN future included Rmz」「KOPEN future included Xmz」の2モデルを出展[16]。
- 2014年
  - 6月19日 - 販売開始[補足 17][17]。「Rmz」の量販モデルである「ローブ」のみの販売。
  - 11月4日 - 2014年度グッドデザイン金賞を受賞[18]。
  - 11月19日 - 「Xmz」の量販モデルである「エクスプレイ」が販売開始[19]。
  - 12月24日 - 新グレード「ローブS」が発売[20]。同時に、メーカーオプションとして専用デザインのBBS製鍛造16インチアルミホイールを追加設定した。
- 2015年
  - 1月9日 - 東京オートサロン2015 with NAPACにて、サードパーティ企業等との共同でDress-Formationモデルを出展[21]。
  - 6月4日 - 2代目の発売開始からの累計販売台数が前日の6月3日時点で1万台を突破したことを発表。これは発売当初に設定されていた国内月販目標台数700台を上回るペースである[22]。
  - 6月18日 - 2代目登場時に発表されていた丸型ヘッドランプの「第3のモデル」を新グレード「セロ」として発売[補足 18]。同時に、「エクスプレイ」の上級モデル「エクスプレイS」を発売。また、追加モデルを含む全車でカーボン調成形PVC貼付による独自のラッピング工法「Dラッピング」をルーフやバックパネルにメーカーオプションとして採用した[補足 19][23]。
  - 10月1日 -「Dress-Formation」のサービス正式開始。「ローブ」から「セロ」へのDRESSパーツが発売された[補足 20][24]。
  - 12月24日 -「セロ」の上級モデル「セロS」が販売開始[25]。
- 2016年4月4日 - 一部改良[26]。「ローブ」「ローブS」に、外装を「ブラックマイカメタリック」を基に、一部「マタドールレッドパール」のパーツを組合せ、内装を「レッドインテリアパック」とする「カラーフォーメーションtype A」のメーカーオプション設定を追加。そのほか、内装のインパネ・トリムの基調色は全車ブラックに統一し、「インテリアパック」「16インチアルミホイール」を「ローブ」「エクスプレイ」「セロ」全車で無償のメーカーオプションにする等、各専用メーカーオプションを緩め選択肢を広げることができるようになった。これまでの「純正ナビ・オーディオ装着用アップグレードパック」やマルチリフレクターハロゲンフォグランプを「ローブ」「エクスプレイ」「セロ」にも拡大して標準装備となった。
- 2018年12月19日 - 数量限定車「クーペ」が発表された[27]。「東京オートサロン2016」に出展したコンセプトカーの市販モデルとなっており、「セロ」をベースに、CFRPを用いたハードルーフを採用し、荷物の出し入れ用に開閉式のガラスハッチを採用。ステアリングホイールはMOMO製の革巻（CVT車はパドルシフト付）、アルミホイールはBBS製鍛造となり、フロントガラスは視界領域では世界初となるAGC株式会社の防曇コート「eXeview」が施され、MT車にはフロントスーパーLSDも特別装備された。ボディカラーは「ブリティッシュグリーンマイカ」と「パールホワイトIII」の2色で、200台の限定販売となる。なお、今回は専用Webサイトにて商談希望者を募る販売形態（限定台数を超える応募があった場合は抽選）を採り、その後、商談・注文を経て2019年4月に生産・納車される予定である。また、改造車のため、持ち込み検査が必要となる。
- 2019年
  - 1月11日（-13日） - 幕張メッセで開催された「東京オートサロン2019」にて親会社であるトヨタ自動車とのコラボレーションモデル「COPEN GR SPORT CONCEPT」を出展[28]。
  - 10月15日 - 上記「COPEN GR SPORT CONCEPT」の市販モデルとして「COPEN GR SPORT」を「第4のモデル」として発表・発売開始[29]。同時にトヨタ自動車へ「コペン GR SPORT」のOEM供給を開始[30]。なお、「GR SPORT」の発表・発売と同時に他のグレードも仕様変更され、WLTCモードによる燃料消費率と排出ガスに対応。ただし、平成30年排出ガス規制適合で燃費基準未達成のため、従来リアウィンドゥ右下に装着されていた「低排出ガス車」と「燃費基準達成車」のステッカーが装着されなくなった。
- 2021年4月7日 - 一部改良[31]。新法規への対応に伴い、サイドミラーが拡大され、オートライトを全車に標準装備された。なお、トヨタ自動車向けの「コペン GR SPORT」に関しても同日、オートライト[補足 21]を標準装備化する一部改良が行われた（ただし、トヨタ自動車での改良モデルの発売はダイハツ製コペンから約1カ月遅れの5月10日となる）[32]。
- 2022年
  - 6月19日 - 初代モデルの発売から20年を迎え、9月に発売される「セロ」をベースとした20周年記念特別仕様車の情報を公開。翌20日に先行受注を開始した[補足 22][33]。
  - 6月24日 - 前述した20周年記念特別仕様車について、先行受注開始からわずか4日で限定台数の1,000台に達した為、受注を終了したことが発表された[34]。
  - 9月1日 - 受注を既に終了している20周年記念特別仕様車について、「20th Anniversary Edition」のグレード名で生産を開始したことが発表された[35]。
- 2023年12月20日（補足） - 同社の不正問題の調査で対象がこれまで判明していた6車種から当車種を含めたほぼ全ての車種に拡大することが明らかとなり、国内外の全ての車種の出荷を停止する方向で調整することとなった[36]。
- 2024年
  - 5月7日 - 同年3月29日付で国土交通省からの出荷停止指示解除に伴い、生産再開。コペンの生産再開をもって、ダイハツが日本国内で販売する全車種の生産が再開されることとなった[37]。
  - 8月8日 - 「エクスプレイ」の生産を10月下旬に終了すると発表した[38]。
  - 12月10日 - 一部仕様変更[39]。安全性能の向上が図られたほか、原材料価格の高騰などにより価格改定がなされた。

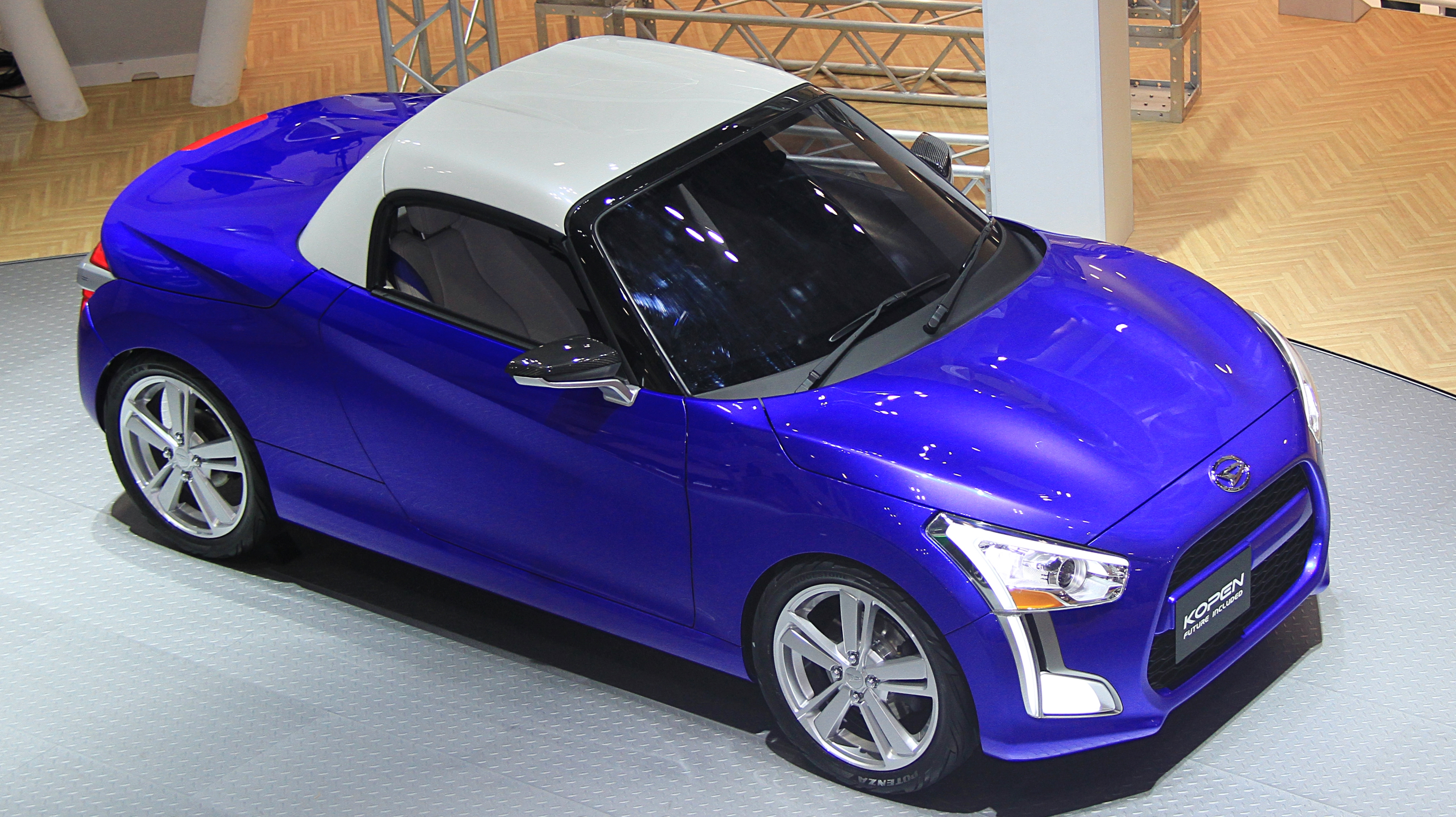
KOPEN future included Rmz
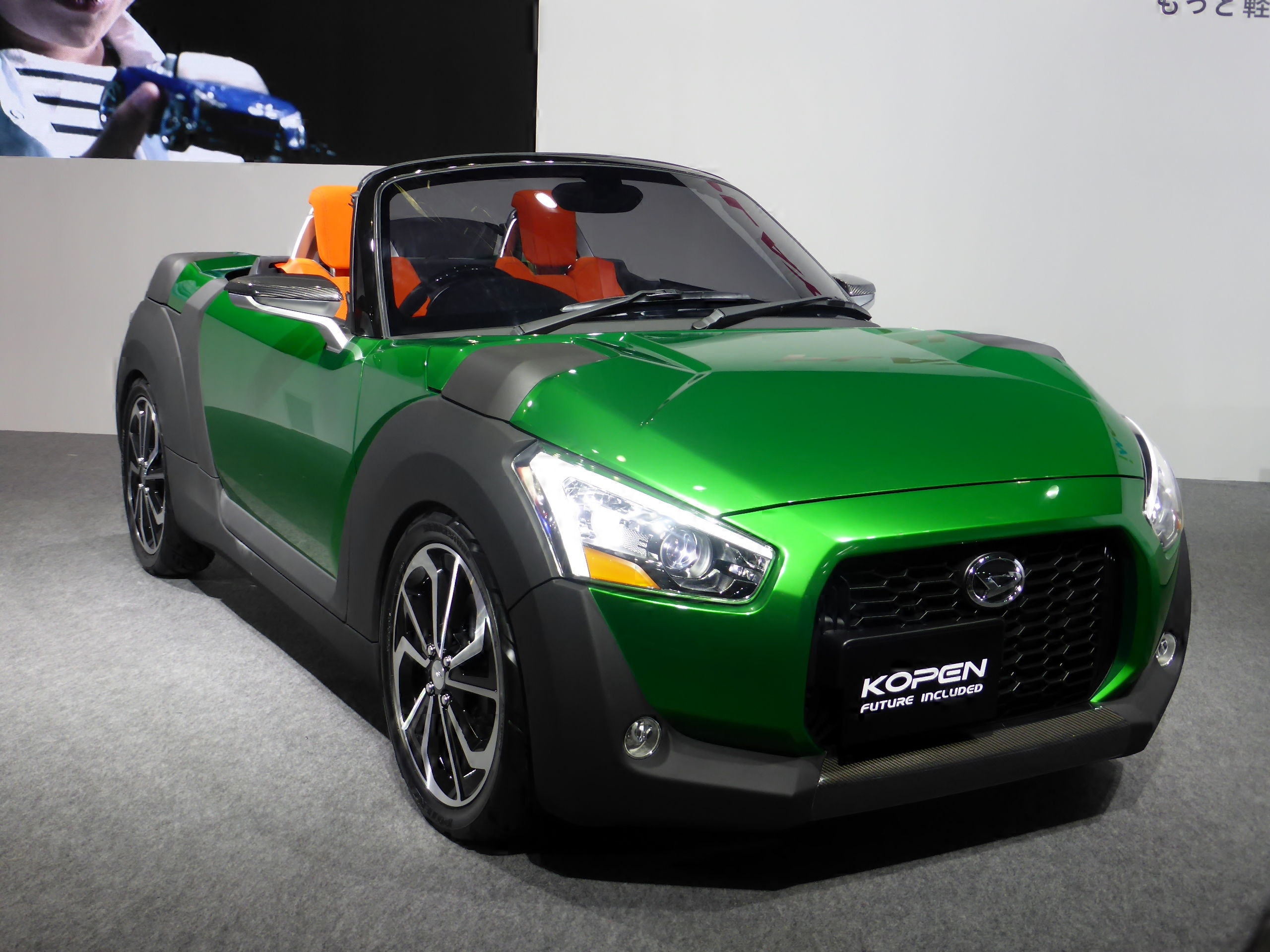
KOPEN future included Xmz
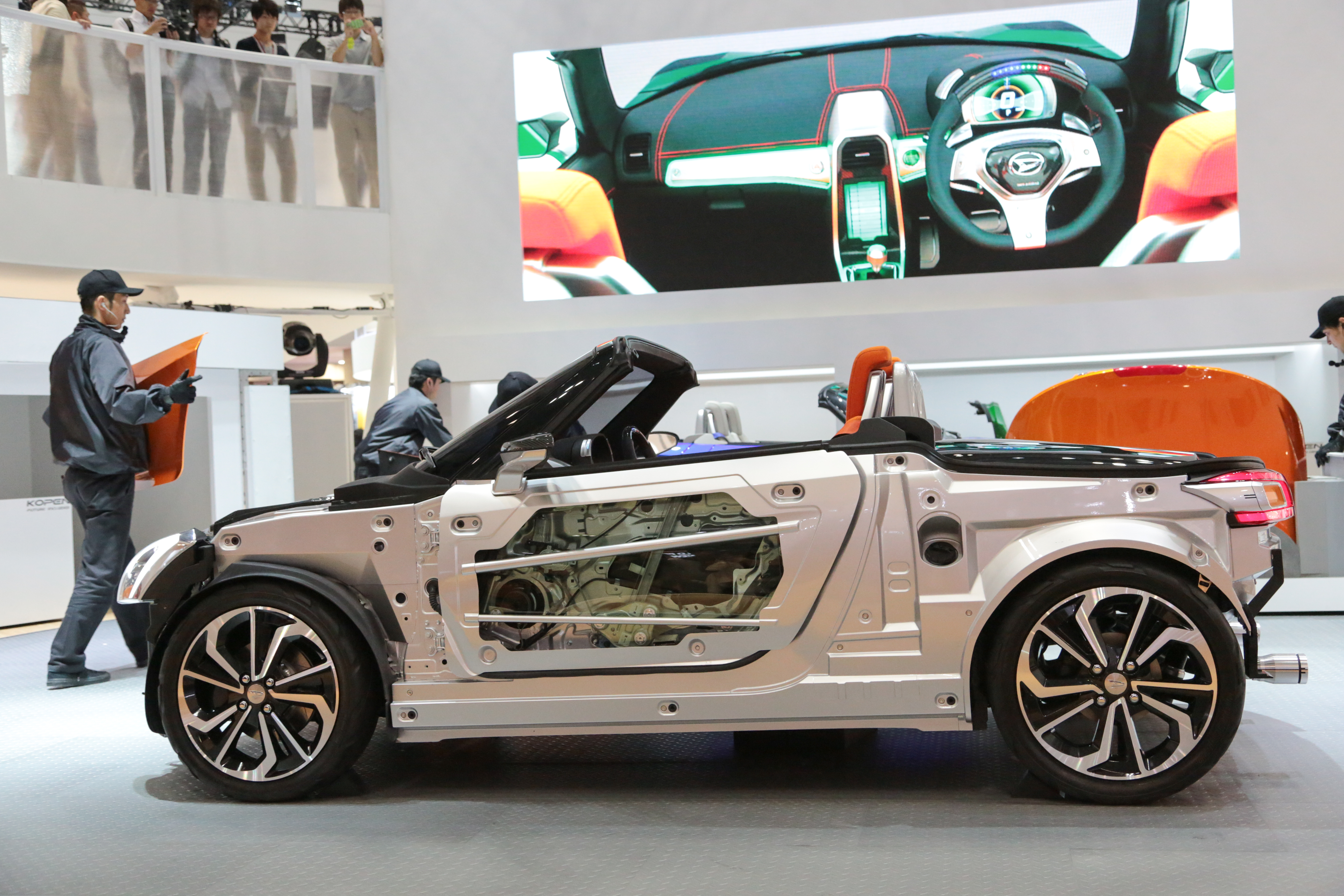
D-Frame
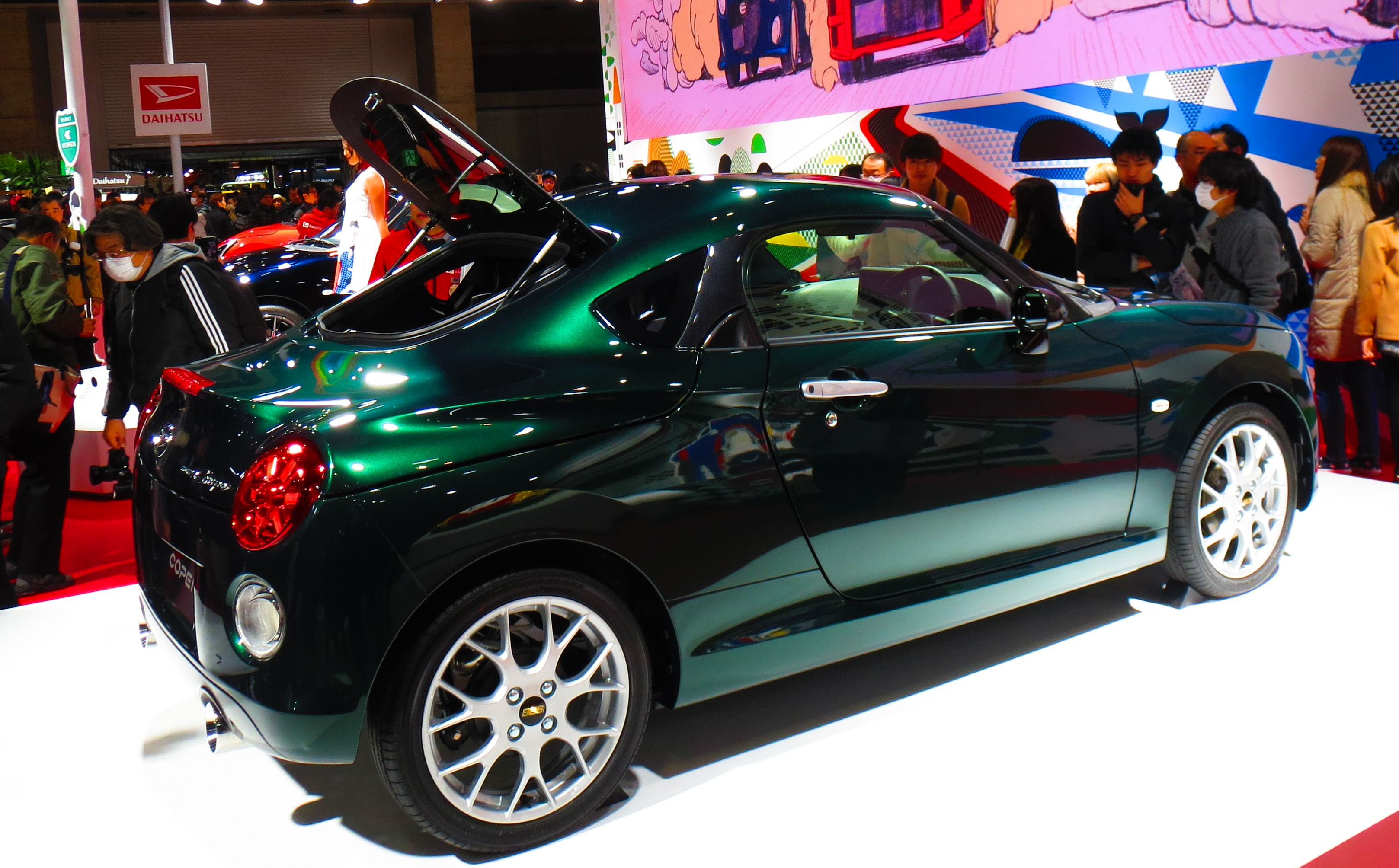
クーペ 東京オートサロン2019出展車
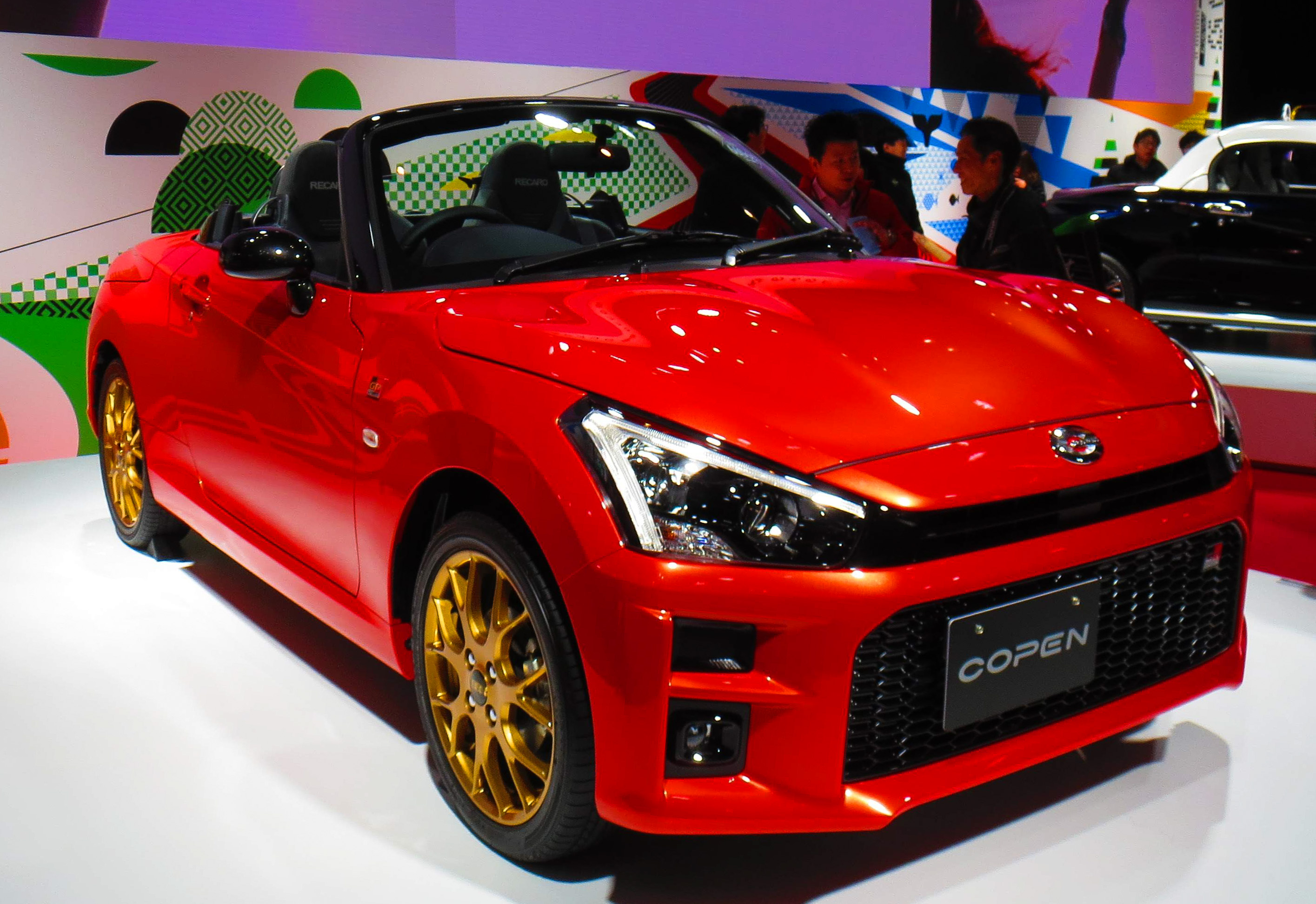
GR SPORT CONCEPT 東京オートサロン2019出展車
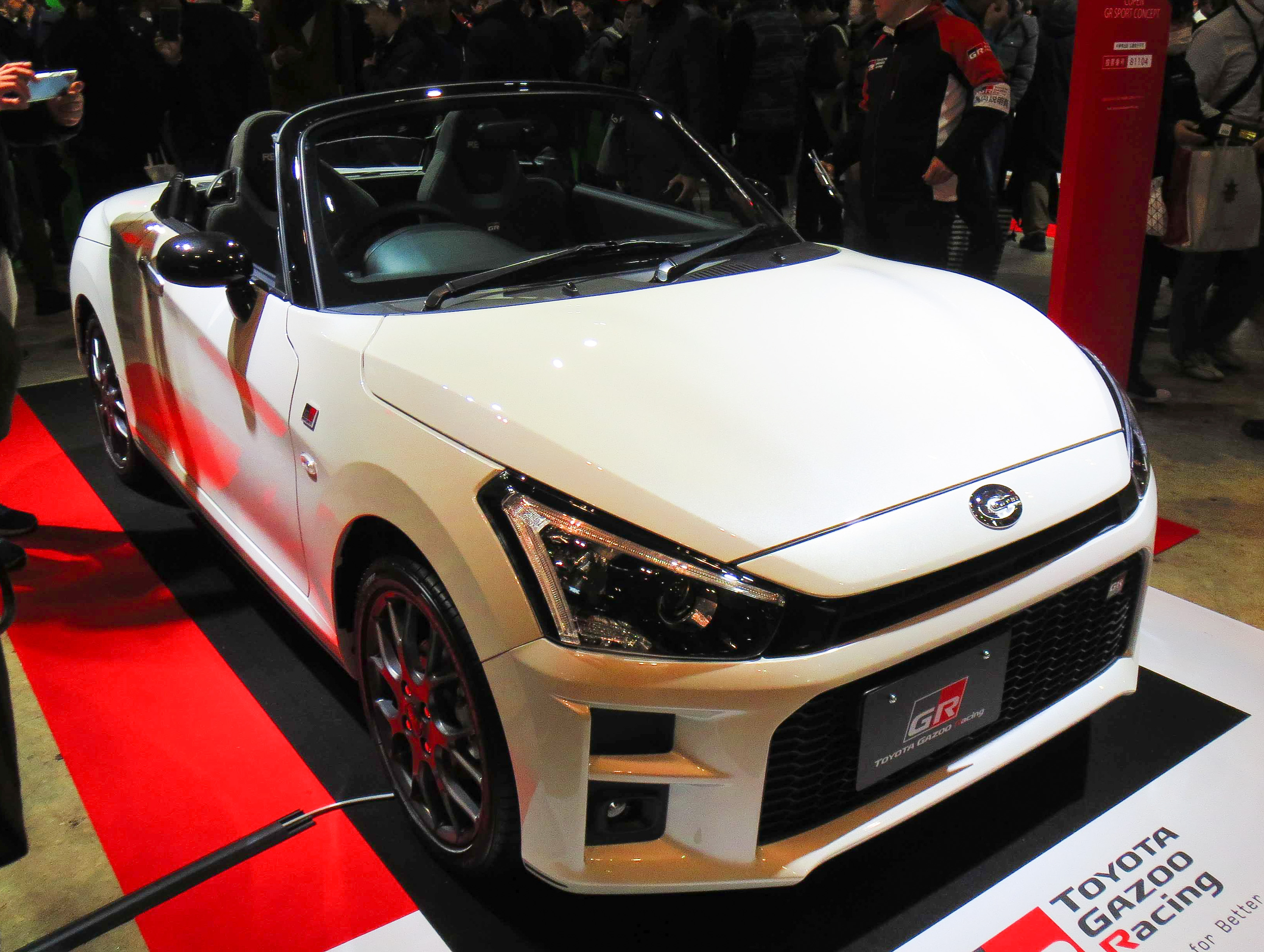
GR SPORT CONCEPT （トヨタブース） 東京オートサロン2019出展車

### スタイル・グレード
ローブ（Robe、2014年6月 - ）
初代同様、アクティブトップを標準装備したクーペカブリオレモデル。専用装備として、カラードフロントグリル、LEDフロントイルミネーションランプ、LEDリアエクストラテールランプを装備する。「ローブ」の語源は衣服・衣装・服装などのフランス語より。
ローブS（Robe S、2014年12月 - ）
SPORTの「S」を名に冠した「ローブ」の上級グレード。スエード調のレカロシート、MOMO製革巻ステアリングホイール（メッキオーナメント、シルバー加飾付、CVT車のみパドルシフト付）、ビルシュタイン製ショックアブソーバー（リアオーナメント付）を装備。そのほか、インナードアハンドル・パーキングレバーボタン・エアコンレジスターノブをメッキ化した。

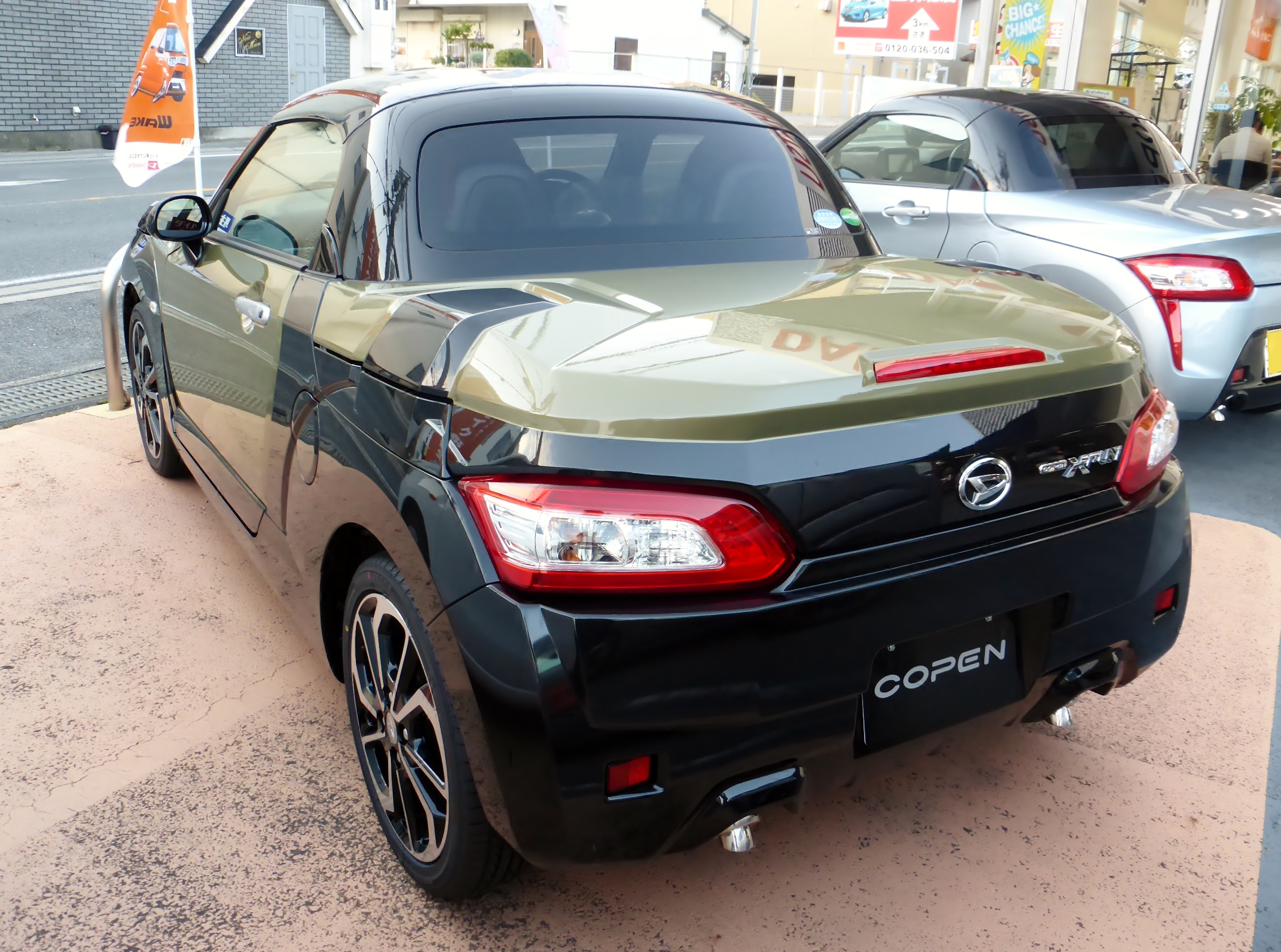
エクスプレイ リア

エクスプレイ（XPLAY、2014年11月 - 2024年10月）
多面体ボディと多面体グリルを採用し、センタークラスターの骨格をインパネ上部まで張り出した「クロスフレーム」も採用したスポーティーモデル。「エクスプレイ」はもっと楽しいを意味するExtra Playからの造語である。
エクスプレイS（XPLAY S、2015年6月 - 2024年10月）
「エクスプレイ」の上級グレードで、「ローブS」同様に、レカロシート、MOMO製革巻ステアリングホイール（メッキオーナメント、シルバー加飾付、CVT車のみパドルシフト付）、ビルシュタイン製ショックアブソーバーを装備したほか、インナードアハンドル・パーキングブレーキボタン・エアコンレジスターノブをメッキ化した。
セロ（Cero、2015年6月 - ）
「ローブ」をベースに、樹脂外板やランプ類を変更し、初代のL880K型に似せたデザインにしたもの。ヘッドランプは1つの光源でハイビームとロービームを切替できるBi-Angle LEDヘッドランプを軽自動車で初めて採用した丸型ヘッドランプとし、LEDクリアランスランプはリング状に、リアコンビランプは3灯LEDを放射状に6本配置した丸型の「スパークルリフレクション」を採用。また、専用装備として、メッキフォグランプベゼルを装備する。「セロ」は丸みのある造形と「DRESS-FORMATION」の始まりを表現するため、「Circle」と「ZERO」を組み合わせた造語である。
セロS（Cero S、2015年12月 - ）
「セロ」の上級グレードで、「ローブS」「エクスプレイS」同様に、レカロシート、MOMO製革巻ステアリングホイール（メッキオーナメント、シルバー加飾付、CVT車のみパドルシフト付）、ビルシュタイン製ショックアブソーバーを装備したほか、インナードアハンドル・パーキングブレーキボタン・エアコンレジスターノブをメッキ化した。
 GR SPORT（2019年10月 - ）
- フロント
- リア
- インテリア

親会社であるトヨタ自動車のスポーツカーブランド『GR』とのコラボレーションモデルで、このグレードのみダイハツ店のみならずトヨタのディーラーでも販売される。GRブランドとしては初の軽自動車・初のオープンカー・初のOEMモデルとなる。なお開発ドライバーの松本豊は、GAZOO Racingのニュルブルクリンク活動にエンジニアとして参加した経験を持つ。フロントデザインにはGRシリーズの顔である「ファンクショナル・マトリックスグリル」を採用したほか、GRロゴ入りのレカロシート・MOMO製革巻ステアリングホイール、専用BBS製16インチアルミホイールなどを標準装備。またMTモデルにはフロントスーパーLSDが標準装備される。
2022年愛知・岐阜で復活したラリージャパンでは安全面の規則をクリアした上で本車がエントリー。サファリ・ラリーや北海道時代のラリージャパンに参戦した、スバル・ヴィヴィオ以来となる軽自動車のWRC参戦を果たした。

## 車名の由来
発売前のショーモデル時代は「コンパーノ」の名称の復活も検討されていたが、ダイハツ・新宮会長（当時）が新しい名称への移行を求めたために「軽オープン」から「KOPEN」と名付けられた。後に軽自動車のKをコンパクトカー（Compact car）のCに変え「Copen（Cのみ大文字）」に落ち着いた。
2代目もショーモデル時代は「KOPEN」であったが、発売時には「Community of Opencar life」から「COPEN」となった。車名ロゴは全て大文字となったが、2代目発売後も「Copen Club」「Copen Site」のように、初代の英表記「Copen」も使用されている。

### 補足
1. ↑  他にテリオスキッドやアトレーワゴンなどのステーションワゴン、アトレー7やブーンルミナス等のミニバンの「G」、ハイゼットトラックの「P」、ハイゼットデッキバンの「W」など。
2. ↑  過去にはコンパーノスパイダーやリーザスパイダーなど。
3. ↑  日本国内においてOEM供給元と供給先の車名が同一の例はいすゞ・ビッグホーンのOEM供給車スバル・ビッグホーンなど少数。
4. ↑  トヨタの意向もありSUBARUにて新車注文・購入は可能。
5. ↑  2008年12月の一部変更により外部アンテナは廃止された。
6. ↑  実際は生産終了発表後1か月も経たないうちに、一部販売店では受注が終了しており、5月になるとウェブサイトにてその旨の案内があった。
7. ↑  同年には2月にスバル・サンバーが、同年6月には三菱・パジェロミニ（およびOEMの日産・キックス）の生産が終了しており、コペンを残すのみとなっていた。
8. ↑  リアスポイラーは特別装備に含まれない。
9. ↑  アクセサリーを含む。
10. ↑  タンレザーエディション
11. ↑  同様に外装が着脱できる構造を持つ車両としてマツダ・オートザムAZ-1があったが、累計販売台数1,000台以上の量販車で、外装パーツを別の外装パーツに交換できる構造は世界初である。
12. ↑  発売当初から2016年4月の変更までは、「ローブ」「セロ」はブラウンのインパネ・トリムとベージュのシート及びドアトリムを標準とし、「エクスプレイ」はブラックのインパネ・トリム、シート、ドアトリムを標準としていた。メーカーオプションで「ローブ」は「ブラックインテリアパック」を、「エクスプレイ」は「ベージュインテリアパック」を、「セロ」はブラックのインパネ・トリムとレッドのシート及びドアトリムを採用した「レッドインテリアパック」を設定していた。
13. ↑  「セロ」はメーカーオプションの「レッドインテリアパック」を選択した場合、センタークラスターがレッドに変更される。
14. ↑  発売当初から2016年4月の変更までは、標準装備の段階でセンタークラスターのオーディオスペースが除かれており発売当初は市販車に通常確保されている、オプションの「純正ナビ・オーディオ装着用アップグレードパック」を設定することにより、エアコン吹き出し口の上にインパネオーディオクラスターが追加され、オーディオスペースが確保されるようになっていた。
15. ↑  なお、他のダイハツ車には装着されている「eco IDLE」エンブレムは最初から装着されていなかった（その後、ムーヴが2014年12月のフルモデルチェンジに伴って「eco IDLE」エンブレムを廃止し、ムーヴ以外のエコアイドル搭載車（トヨタ自動車へのOEM車種を含む）も2015年4月の一部改良や仕様変更に伴い「eco IDLE」エンブレムが廃止された）。
16. ↑  2015年4月に新たに設けられた平成32年度燃費基準も達成。
17. ↑  2014年5月19日より事前受注を行っていた。
18. ↑  4月1日に先行予約、5月18日に先行受注を開始していた。
19. ↑  カラーはブラック、ワインレッド、シルバーの3色を用意し、ユーザーの嗜好の変化に合わせて貼り替えを可能にしている
20. ↑  発売から1年間（2016年9月まで）は特別価格が設定される。
21. ↑  トヨタ自動車向けではコンライトと表記される。
22. ↑  併せて、2代目モデルに移行してから初となるTVCMの放映も同日より開始することを発表している。
23. ↑  他のダイハツOEMでトヨタで販売される軽自動車と異なり、発売時から完全全系列扱いでトヨタ店・トヨペット店も全ディーラーで発売（トヨタモビリティ東京含む）された。本グレードに関してはフロント・リアの「Dマーク」が専用コペンテールエンブレム（車名エンブレム前後装着）に置き換わる。